# Liste der Kinos in Berlin-Kreuzberg
Diese Liste der Kinos in Berlin-Kreuzberg gibt eine Übersicht aller Kinos, die im Berliner Ortsteil Kreuzberg existiert haben oder noch existieren. Die Liste wurde nach Angaben aus den Recherchen im Kino-Wiki aufgebaut und mit Zusammenhängen der Berliner Kinogeschichte aus weiteren historischen und aktuellen Bezügen verknüpft. Sie spiegelt den Stand der in Berlin jemals vorhanden gewesenen Filmvorführeinrichtungen als auch die Situation im Januar 2020 wider. Danach gibt es in Berlin 92 Spielstätten, was Platz eins in Deutschland bedeutet, gefolgt von München (38), Hamburg (28), Dresden (18) sowie Köln und Stuttgart (je 17). 
Gleichzeitig ist diese Zusammenstellung ein Teil der Listen aller Berliner Kinos und der Ortsteillisten.

## Einleitung
In den 1910er und 1920er Jahren bot Kreuzberg im südlichen Bereich der Hauptstadt des Deutschen Reichs günstige Ansiedlungsbedingungen für Kinematographentheater.
Nach 1950 erlangte der Ortsteil durch die Nähe zu Ostberlin besondere Bedeutung als Standort von Grenzkinos.

„‚Was machen wir? Wir gehen ins Kino! Und der nächste Grenzübergang war Oberbaumbrücke.‘ – Für viele Grenzkinogänger war die Oberbaumbrücke die Pforte ins Kreuzberger Kinoparadies. Links abgebogen, kamen gleich das LIDO und W.B.T., die sich in der Schlesischen Straße fast gegenüber lagen. Ein paar Meter weiter zum Sektorenübergang Schlesischer Busch, Richtung Treptow folgte das CASINO. […] Wer sich vom Schlesischen Tor weiter ins Kreuzberger ‚Hinterland‘ wagte, bekam mit den Oppelner Lichtspielen (Oppelner Straße 15, 285 Sitzplätze) und Wiener Lichtspielen (Wiener Straße 34, 240 Sitzplätze) den ungeschliffenen Grenzkino-Charme geboten. Das waren klassische Genre-Kinos, die mit Western, Abenteuerfilmen und Krimis das junge Publikum anlockten. […] Kreuzberg besaß durch seine geographische Ausdehnung eine lang gezogene Sektorengrenze zu Ost-Berlin, die bis zum Potsdamer Platz führte. Die dort gelegenen Centrum-Tageslichtspiele (Köthener Straße 38, 239 Sitzplätze) konnten aber als Grenzkino nicht an die große Geschichte des Gebäudes anknüpfen, in dem sie sich nur wenige Jahre befanden. Weltweit bekannter wurden auf jeden Fall die City-Lichtspiele (Friedrichstraße 209, 249 Sitzplätze), nur einen Steinwurf vom Checkpoint Charlie entfernt. Direkt vor dem Kinoeingang fuhren während der großen Berlin-Krisen in Folge des Mauerbaus die amerikanischen Panzer gen Osten auf, während im Kino der Anti-Kriegsfilm-Klassiker Im Westen nichts Neues auf dem Programm stand.“

## Die Kinos in alphabetischer Folge
| Name/Lage                                                             | Adresse                      | Bestand    | Beschreibung ggf. Bilder |
| --------------------------------------------------------------------- | ---------------------------- | ---------- | --- |
| ABC-Lichtspiele (Lage)                                                | Reichenberger Straße 145–146 | 1958–1965  | Das Kinogebäude war 1958 anstelle eines kriegszerstörten Wohnhauses errichtet worden. Olga Freßdorf eröffnete im Haus die A-B-C-Lichtspiele mit 748 Plätzen. Ausgerüstet war das Kino mit einer Einrichtung Dia-N für Diapositive. 1961 erfolgte die Einführung von Breitwandfilmen, die Lichtquelle stammte von Becklicht und war eine Xenonlampe. Das Lautsprechersystem war von Philips, ebenso wie der Projektionsapparat, die Verstärker, das Bild- und Tonsystem „Sc, 1 KL, 4 KM“. Die Leinwand hatte ein Verhältnis 1:2,55. Gespielt wurde täglich mit 21 bis 25 Vorstellungen wöchentlich. Als Bestuhlung waren gepolsterte Sessel von Schröder & Henzelmann eingebaut. Der Kinobesitz wechselte 1962 an Emil Lohde, der für seine Einrichtung 566 Sitzplätze nannte. Neben der Kinolizenz bestand für den Saal eine Konzession für Theater-, Varieté- und Opernaufführungen. Von der verschlechterten Situation für Kinos waren wohl auch die ABC Lichtspiele betroffen und der Spielbetrieb wurde 1965 eingestellt. Danach wurden die Räume viele Jahre von einem Aldi-Markt genutzt, seit 2006 von einem orientalischen Supermarkt. |
| Allotria-Lichtspiele Marabu (Lage)                                    | Bergmannstraße 109           | 1909–1972  | Das Grundstück Bergmannstraße 109 hat eine Breite an der Straßenfront von 20 m und besitzt ein schmuckes Haus mit Ladengeschäften im Erdgeschoss und einen langen Flachbau im Hinterhof, der seit der Erstbebauung noch vorhanden ist. In diesem wurde 1909 das Saalkino mit einem Kinematographen eröffnet, das anfangs „Bergmannshöhe“ genannt wurde. Als Besitzer ist in der Kinoliste der Zeitschrift Der Kinematograph bis zum ersten Besitzerwechsel Ernst Krämer genannt. Die Lichtspiele Bergmannshöhe hatten 200 Plätze, im Jahre 1920 war dann Georg Rosenberg der Besitzer des Kinotheaters Bergmannshöhe mit 260 Plätzen, der zwar als Gründungsjahr der Spielstätte 1906 angab. Während der Inflation 1923 musste das Filmtheater schließen. Willy Warnke eröffnete es 1928 als Skala-Lichtspiele mit 200 Plätzen neu. Als Musikbegleitung war nun eine Kapelle mit 2 bis 3 Musikern im Einsatz, wodurch die Platzanzahl auf 181 sank. Mit der Umstellung auf Tonfilm im Lauf des Jahres 1932 erfolgte die Umbenennung in „Marabu-Lichtspiele“ im Besitz von Frau Marie Stephan. Die Technik kam von Kinoton, zudem bestand eine Anlage für mechanische Musik. Gespielt wird täglich und 1933 übernimmt Gertrud Andreska und 1937 Hans-Joachim Wehling das Kino, schließlich führt ab 1939 Hugo Baier das Kino in die Nachkriegszeit. 1949 ist Charlotte Baier für das Kino mit 180 bis 190 Sitzplätzen als Inhaberin genannt. Im Kinoadressbuch ist sie 1950 mit dem Marabu-Lichtspieltheater aufgenommen: 185 Plätze, 7 Tage mit 2 Vorstellungen (wohl auch 21 Vorstellungen wöchentlich) bespielt, neben der Dia-Einrichtung (tönende Dia) stehen die Projektionsapparate Erko IV und Euro M 2 mit Verstärkern von Klangfilm bereit. Nach Stilllegung 1953 kaufte 1954 Wilhelm Foß das Kino und eröffnete es nach Umbauten als Allotria-Lichtspiele neu. „Aus Marabu wurde Allotria. Aber nicht nur der Name wurde gewechselt, sondern das ganze Haus ist umgebaut worden. Grenz-Theaterbesitzer Foß (Aladin und Camera) hat es übernommen. Unter der Bauleitung von Architekt Krebs ist ein in heiteren Farben gehaltenes Haus (nur 290 Plätze) entstanden, dessen moderne Technik allen Ansprüchen genügt. Panoramawand ist vorhanden.“ Beim Umbau wurden die Stahlstuhlreihen durch farblich unterschiedlich gestaltete hölzerne Bestuhlung ersetzt. Das Kino verfügte mitten im Saal über eine Säule, weshalb die Sicht nicht von allen Plätzen gut war. Nach dem Umbau betrieben Margarete und Friedrich Wilhelm Foß die „Allotria“-Lichtspiele mit 250 Plätzen und bis zu 28 Vorstellungen in der Woche (eine Matiné-, eine Jugend-, eine Spätvorstellung). Ausgerüstet war das Kino mit Breitwand (1:2,35), dem Apparat Ernemann IV, Verstärker Klangfilm-Euronette, Lautsprecher: Klangfilm, Lichtquelle: Reinkohle, Bild- und Tonsystem: CinemaScope, Lichtton (CS 1 KL). Die Bestuhlung der Mauser-Werke ist ungepolstert. 1959 wird die Bestuhlung der Mauser-Werke durch Stahlrohr erneuert. Der Besitz ist (1957) in „Margarete Foß u. Co.“ mit Geschäftsführer Friedrich Wilhelm Foß aufgeteilt. 1971 war bis zu seiner Schließung 1972 die Ravenna-Film GmbH Berlin (Post: 68 Mannheim, Meerfeldstr. 42) Kinobesitzer der allotria-Lichtspiele mit 190 Plätzen. Bilder finden sich auf allekinos.com. |
| Apollo-Theater Cines-Apollo (Lage)                                    | Friedrichstraße 218          | 1896–1930  | In der Friedrichstraße 218 befand sich das Apollo-Theater, es war eine Kultureinrichtung, die sich auf leichte Unterhaltung spezialisiert hatte, darunter Konzerte und Operetten. In der Friedrichstraße 11 befand sich der Cines AG Filmverleih, wo Franz Scholling 1913 Projektionsapparate verkaufte, aber vermutlich kein Kinematographen-Theater befand. Wilhelm Feindt wird im Berliner Adressbuch 1927 in der Friedrichstraße 246 aufgeführt. Eine ausschließliche Kinonutzung fand im Apollotheater wohl nicht statt. Die Fachzeitschrift Der Kinematograph berichtete 1925: „Das Berliner Apollo-Theater wird Kino. Das Apollo-Theater ist in den Besitz des Filmhauses Wilhelm Feindt übergegangen und wird nach eingehender Renovierung noch im Laufe dieses Monats als Film-Uraufführungstheater eröffnet werden. Bereits im Sommer vorigen Jahres wurde das Apollo-Theater als Kino benutzt, erlebte aber, nach einer verunglückten Premiere (ein obskures amerikanisches Filmkind wurde kühn als Baby Peggy ausgegeben) sehr wenig freudige Tage. Die Aera James Klein ist – für die obere Friedrichstraße – heute zu Ende, vielleicht nicht zuletzt darum, weil der Zuschauerraum des Apollo-Theaters den Ansprüchen des Publikums unter keinen Umständen mehr genügt. Die breite und tiefe Bühne, das gut ausgebaute Orchester machen das Apollo-Theater dagegen zu einem Lichtspielhaus im neuesten Sinne geeignet. Denn eine Bühnenschau darf nun einmal heute nicht fehlen. Der Kinematograph Nr. 981 6. Dez. 1925“ Das Theater-Gebäude entstand im Jahr 1874, ab Dezember 1896 führte Oskar Messter mit dem Messterschen Kinetographen vor Publikum erste Filme auf. Diese Filmvorführungen fanden in den nächsten zehn Jahren regelmäßig statt. Im Jahr 1903 stellte Oskar Messter im Apollo-Theater erstmals seinen Filmprojektor Kosmograph in Verbindung mit einem Grammophon öffentlich vor. Die Vorführungen erfolgten bis dahin als Abschlussvorstellungen nach den Operetten. Im Jahr 1913 erfolgte eine Umstellung auf reinen Kinobetrieb. Am 26. April 1926 soll der Film Panzerkreuzer Potemkin im Apollo-Theater in Deutschland uraufgeführt worden sein. 1930 wurde der Kinobetrieb eingestellt und das Theater ist wieder als reine Sprechbühne genutzt worden. Die Luftangriffe und Kämpfe gegen Ende des Zweiten Weltkriegs zerstörten das Gebäude, das nach dem Krieg enttrümmert wurde. Beim Neuaufbau des Berliner Stadtzentrums entstand an dieser Stelle ein Wohnhaus. In den 1990er Jahren ließ der Berliner Senat eine Gedenktafel am früheren Standort anbringen. |
| Atlas-Lichtspiele Zentral-Kino-Palast (Lage)                          | Alte Jakobstraße 32          | 1927–1945  | Das Kino wurde 1927 im ehemaligen Central-Theater (Operetten und populäre Dramen) eingerichtet, welches seit 1880 bestanden hatte. So trug es als Kino den Namen „Zentral-Kino-Palast“ und wurde unter diesem Namen 1927 von Ernst Kruse, Wilhelmshaven-Rüstringen, eröffnet. Das Kino mit 560 Plätzen wurde täglich bespielt. 1919 übernahm Frau Dr. M. Schwalbe mit Karl Ihme als Geschäftsführer die Spielstätte und 1932 wurde Walter Zeysig Besitzer, wobei er die Tonfilmtechnik von der Firma Kinoton einbauen ließ. Damit wurde 1931 von ihm die Firmierung in Atlas-Lichtspiele geändert. 1939 gingen die Besitzanrechte zu „Krüger & Co., Lichtspiele Kom.-Ges.“ weiter und der Kinobetrieb ist noch 1941 im Reichskino-Adressbuch geführt. Das Gebäude wurde 1945 im Krieg zerstört und noch im Dezember 1944 wurden im Kino Filme vorgeführt. Die Reste 1952 wurden gesprengt und das Grundstück nicht wieder bebaut, so wurde es Teil des Spielplatzes am Waldeckpark gegenüber der Bundesdruckerei. Das Grundstück 32 des Theaters lag neben dem Städtischen Waisenhaus / Friedrichs Waisenhaus. Bilder zum Kino sind online zu finden. |
| Babylon Helo/Kent (Lage)                                              | Dresdener Straße 126         | seit 1955  | Das Gebäude befindet sich im südöstlichen Kreuzberger (mithin Westberliner) Abschnitt der Dresdener Straße. Das Kino wurde von Architekt Herr Schwandt innerhalb von vier Monaten beim Ausbau einer Wohnhausruine eingebaut und am 7. April 1955 von „Emil Lohde & Johannes Herkenrath“ eröffnet. In der Nähe der Sektorengrenze (500 Meter vom damals Ostberliner Bezirk Mitte) war hier vor dem Mauerbau ein attraktiver Standort für ein Grenzkino, da viele Ostberliner die neuen „Westproduktionen“ sehen wollten. Die Betreiber waren der Berliner „Gloria“-Filialleiter E. Lohde und der Inhaber der „Heli“-Lichtspiele in Neukölln J. Herkenrath. Der Name des 462-Plätze-Theaters „Helo-Film u. Bühne“ besteht aus den ersten Buchstaben der Namen der Inhaber. Die Kinotechnik bestand aus zwei Projektionsapparaten Ernemann VII B, dem Verstärker und Lautsprechern von Klangfilm, das Bild- und Tonsystem in CinemaScope (CS 1 KL) wurde auf eine Breitwandleinwand von 1:2,35 projektiert. Die 10 m × 4 m große Bühne ermöglichte die Projektion aller Breitwandformate. Die Bestuhlung von Kamphöner waren Flachpolster-Kinosessel, die 1959 durch Halbpolster ersetzt wurden. Gespielt wurden 23 Vorstellungen auf sieben Tage verteilt. Trotz des Mauerbaus und dem Ausschluss Ostberliner Besucher lief der Kinobetrieb weiter und die Kinokrise der 1960er Jahre wurde überstanden. 1975 änderte das Filmtheater seinen Namen in „Filmtheater Kent“ und zeigte fortan unter Emil Lohde ausschließlich türkische Filme. Um 1980 übernahm Günther Kühner das Kino und schließlich erfolgt seit 1986 der Betrieb durch die Yorck Kinogruppe, die den Namen „Babylon-Kino“ einführte. Der große Saal der Lichtspiele wurde 1989 in ein 2-Saal-Haus umgebaut. 2011 renovierte die Yorck das Foyer und im Oktober 2012 erfolgte die Digitalisierung der Vorführtechnik. Der Saal A mit 192 Plätzen besitzt Projektion in Digital und 35 mm analog in Dolby Digital 5.1 auf eine Leinwand von 3,90 m × 9,30 m. Der andere Saal B besitzt Digital-Projektion in Dolby Digital 5.1 auf eine Leinwand von 2,40 m × 5,70 m vor 72 Sitzplätzen. Das Programmkonzept bietet Filme in Originalfassungen. Im Kino Wiki bestehen Bilder aus dem Jahr 1955. |
| BBB Berliner Bunte Bühne Sanssouci (Lage)                             | Kottbusser Straße 6          | 1911–1977  | Auf dem Grundstück Kottbusser Straße 6, das sich bei einer Straßenfront von 20 Metern abgewinkelt 100 Meter in die Tiefe erstreckt, ist für 1910 im Hof das Konzert-Etablissement „Sanssouci“ angegeben. 1911 eröffnete im Erdgeschoss das „Kinematographen-Theater Sanssouci“. Im Berliner Adressbuch 1912 sind die „Theater Sanssouci Lichtspiele G.m.b.H.“ und die Film Verleih Centrale Engelke & Co.G.m.b.H. eingetragen. Im Herbst 1913 wird die Spielstätte unter der Leitung von H. Pitschau (zuvor artistischer Leiter im Metropol-Cabarett) als Kino-Variété weiterbetrieben, mit Abraham Bloch als Geschäftsführer. Als Sanssouci-Theater ist die Spielstätte auch im Kino-Adressbuch genannt. Für den 16. April 1918 wird die erneute Eröffnung des Kinos in der Zeitschrift Der Kinematograph bekanntgegeben, der Direktor Kreymeier gibt für sein „Sensations-Lichtspielhaus“ im Kino-Adressbuch 1200 Plätze an, die Nachfolger nennen wieder 227 und 231 Plätze für das Kottbuser Tor-Theater. An 1921 wird das Kino-Theater nicht mehr in den Kinoadressbüchern aufgelistet. Vielmehr steht wohl Theaterbetrieb im Vordergrund: 1932 eröffnete Wilhelm Bendow das Kabarett „Bendows Bunte Bühne“, welches er bis 1934 führen konnte. Danach diente es von 1934 bis 1940 als „Theater am Kottbusser Tor“ und ab 1941 als Soldatenbühne „Neues Lustspielhaus“. Im Krieg war der vorherige Saalbau stark zerstört worden. Er wurde 1954 wieder errichtet und innerhalb von drei Monaten nach den Plänen von Architekt Pierre de Born das Filmtheater erbaut, das Kino wurde am 11. Februar 1955 wiedereröffnet und in Anlehnung an das Vorkriegskabarett „Berlins Bunte Bühne“ „BBB-Filmpalast“ genannt. Besitzer waren „Wallis & Limberger KG“ mit Hans Limberger als Theaterleiter. „Das Foyer befand sich unterhalb der 12 Meter tiefen Bühne. Ein Umgang befand sich in Höhe des Parketts, ein zweiter oberhalb des Theaters. Der Zuschauerraum war in den Farben Grün und Gelb gehaltenen. Die Cinemascope-Leinwand maß 14,20 m × 5,60 m und war zusammen mit den Lautsprechern auf Schienen montiert, um im Bedarfsfall die Bühne erweitern zu können. Eine besondere Attraktion war die Wasserorgel, die vor jeder Vorstellung in Aktion trat, dafür wurden 10 Pfennig zusätzliches Eintrittsgeld verlangt. Im Lichte von 54 Scheinwerfern und von 20 Pumpen angetrieben, kreisten im Rhythmus der Musik in der Minute mehr als 10000 Liter Wasser.“ Der Filmpalast hatte 900 Plätze mit einer Bestuhlung von Kamphöner mit Hochpolster-Sesseln, gespielt wurde an sieben Tagen mit wöchentlich 21 Vorstellungen, später kam eine Spätvorstellung dazu. Die Kinotechnik für CinemaScope (Bild- u. Tonsystem: CS 1 KL, 4 KM) bestand aus dem Projektionsapparat Askania AP XII, einer tönenden Dia-Einrichtung, und Verstärkern und Lautsprechern von Klangfilm. Die Leinwandgröße auf der 12 Meter tiefen Bühne war im Seitenverhältnis 1:2,35 und 1:2,55 möglich. Diese Angaben sind im Kinoadressbuch 1957 bis 1960 enthalten, ab 1961 ist als Lichtquelle Xenonlampe zugefügt. Anfang der 1960er Jahre übernimmt Paul Grasse das „BBB“ und 1975 wurde das „Filmtheater BBB“ von „ATAFILM Dr. Sakir V. Sözen“ weitergeführt. Es wurden in den letzten Jahren türkische Filme für die Klientel in Kreuzberg gezeigt. 1976/1977 endete der Kinobetrieb und der Saalbau im Hinterhof wurde alsbald abgerissen. Es ist nur noch das Vordergebäude vorhanden. Bilder sind im Kino Wiki vorhanden. |
| Belle-Alliance-Lichtspiele Germania-Palast (Lage)                     | Mehringdamm 60               | 1929–1966  | An der Ecke Hagelberger Straße wurde im Zehn-Parteien-Mietshaus Belle-Alliance-Straße 21 (seit 1947 Mehringdamm 60) von Willi Warnke der „Germania-Palast“ eröffnet. Das Kino mit täglichem Programm hatte 215 Plätze und Stummfilme wurde von drei Musikern (teilweise nur ein Musiker) begleitet. Im Laufe des Jahres 1931 benannte Warnke die Spielstätte in „Belle-Alliance-Lichtspiele“ und 1932 wurde die Apparatur für Tonfilm mit Technik von Kinoton ausgerüstet. Das Gebäude blieb über den Krieg erhalten und wurde in der Nachkriegszeit von Gerhard Bräuer weitergeführt. Die Vorstellungen gab Willi Mertink. An den sieben Tagen der Woche wurden insgesamt 22 Vorstellungen (21 plus eine Jugendvorstellung) gegeben, die Technik bestand aus dem Ernemann-Projektor und Verstärkern von Klangfilm, bei einer Bühnengröße von 2,5 m × 5 m. 1953 wurde Friedrich Wilhelm Foß Mitinhaber, der bereits andere Filmtheater besaß (so auch die Allotria-Lichtspiele). Die Technik wurde erneuert: Projektion mit Euro M 2 und als Vstärker: Klangfilm-Euronette. 1957 wurde Foß Alleinbesitzer. Als Ausrüstung ist im Kinoführer angegeben: Kamphöner-Flachpolster-Sessel, Filmapparat Erko IV mit Lichtquelle Reinkohle, Verstärker Euronette/Klarton und Lautsprecher Euro M. Zudem gab es die Dia-Anlage (Dia-N). Beim allgemeinen Einbruch der Kinobranche wurden die Lichtspiele nach 1963 geschlossen. Die Nachnutzung waren Ladengeschäfte, in den 2000er Jahren eine Drogerie, nach deren Schließung besteht ein Café im Eckhaus. |
| Bioscope-Theater Lage)                                                | Friedrichstraße 22 (         | 1908–1913  | Das Bioscope-Theater wurde von der „Bioscope Theater-Gesellschaft“ mit seinen Vorführgeräten zur Vorführung der Stummfilme eingerichtet. 1913 und später fand sich unter dieser Adresse kein Kinematographen-Theater mehr. Stattdessen war dort die Gesellschaft für elektrische Maschinen und Installationsbedarf GmbH zu finden. |
| Blücher-Lichtspiele (Lage)                                            | Blücherstraße 22             | 1926–1969  | Max Woischke eröffnete 1926 die „Blücher-Lichtspiele“ in der Blücherstraße 22. findet sich jedoch nur Kaufmann Max Woischke aus Lichterfelde, Steinackerstraße 26, dort Hauseigentümer. Unter dem Namen Blücher-Lichtspiele wurden kinematographische Vorstellungen seit 1913 bereits schräg gegenüber in der Blücherstraße 61 gegeben. Für diese Spielstätte Ecke Urbanstraße mit dem Gründungsjahr 1913 ist im Kino-Adressbuch von 1920 Ernst R. Wagner als Inhaber und R. Wagner jr. als Vorführer eingetragen, im Saal mit 350 Plätzen wurde täglich gespielt. Im Berliner Adressbuch (1927) ist R. Wagner mit den Blücher-Festsälen eingetragen. Auch das Kino in Nummer 22 ist mit 350 Plätzen bei täglichem Spielbetrieb und zwei Programmwechseln je Woche, später ist die Anzahl der Plätze mit Werten zwischen 278 und 328 aufgenommen, in den 1950er und 1960er Jahren: 320. Die Betreiber für das Kiezkino wechselten in den ersten Jahren häufig: 1927 Benno Kagan, 1928 wieder Max Woischke, 1929–1931 A. Flemming, 1932/1933 A. v. Ebeling u. C. H. Krüger, 1934 Kurt Pietsch 1936/1937 Fritz Müller und Martha Mücke. Ab 1938 wird das Haus durch die Kriegs- bis in die Nachkriegsjahre von den Deutschmanns geführt. Anfangs ist Kuno Deutschmann, dann bis zur Schließung Berta Deutschmann als Inhaber aufgeführt (für 1948 ist es Robert Scheuer, 1950 ist Herr Fieping Geschäftsführer), ab 1961 Berta und Helmut Deutschmann. Das Gebäude mit dem Kino war ohne Kriegsschäden geblieben und blieb mit 16 Vorstellungen in der Woche (davon eine Spätvorstellung) bis 1969 in Betrieb, die Räume wurden seither als Laden- und Geschäftsräume benutzt. Der große Innenhof wird als Gewerbehof genutzt. Der Gebäudekomplex von 1910 steht als Gewerbehof unter Denkmalschutz. Die Kinotechnik der 1950er Jahre bestand aus dem Projektionsapparat Erko. Dieser wurde 1959 für das Breitwand-Bildsystem durch Zeiss Ikon (Lichtquelle: Reinkohle) ersetzt, mit einer Leinwand im Verhältnis 1:1,85. Die Bestuhlung waren bis 1959 neben Holzklappstühlen teilweise Polstersitze von Wenige & Dörner. Mit der Breitwand wurden von Kamphöner Feder-Polstersitze genutzt. Der Verstärker und die Lautsprecher waren von Klangfilm. |
| Capitol Filmtheater Hasenheide Union-Theater Ufa-Palast (Lage)        | Hasenheide 28–31             | 1910–1938  | Das Grundstück Hasenheide 22–31 am Ortsteilrand zu Neukölln gehörte der Unions-Brauerei, seinerzeit eine der größten Brauereien Berlins. Auf dem Gelände wurde im Kaisersaal am 29. Oktober 1910 als viertes (in Berlin) das Union-Theater Hasenheide von Paul Davidson im Eigentum der „Projections Act.Ges. Union“ Frankfurt/Main (seit 1914: Berlin Zimmerstraße) eröffnet. Die Adresse des denkmalgeschützten Kaiersaals entspricht der Lage Hasenheide 27, es ist das einzige hier erhaltene Brauereigebäude (auch als Schultheiß-Festsäle oder Festsäle Hasenheide bezeichnet). Die Unions-Brauerei ging in der Schultheiß-Brauerei auf und die Union-Theater GmbH kam zum Ufa-Konzern. Der Kino-Name wurde so in U.T. Hasenheide (ab 1920) und Ufa-Theater Hasenheide (ab 1924 ist die Universum Film AG Eigentümer) überführt. Im Jahr 1927 wird im Rahmen der Vereinigte-Kukuk-Excelsior-Stern-Lichtspiel-Gesellschaft Hermann Baum Inhaber. Die Anzahl der Sitzplätze wird 1918 noch mit 821, danach mit 675 Plätzen angegeben. 1930 wurde das „Filmtheater Hasenheide“ privatisiert und H. Bäsch (Weinstock & Levie) übernimmt es als „Capitol-Lichtspiele“, gespielt wird täglich vor 700 Plätzen, für die Laut-Untermalung sorgen sechs Musiker. Die Bühne hat eine Größe von 6 m × 9 m. Im Folgejahr wird die Vorführung von Tonfilm durch Technik von Kinoton möglich, als Frau Amalie Alpern das Kino übernimmt, die Kapelle besteht noch aus vier Mann. 1934 wird die Kapelle durch mechanische Musik ersetzt als Dr. Z. Lewkow übernimmt mit der Führung der Geschäfte durch Hans Herkenrath. 1937 und 1938 führen Kurt Mietusch und Horst Klee den Kinobetrieb auf 645 Sitzplätzen weiter. Im Berliner Adressbuch ist nach 1938 nur noch P. Gruhl mit den Festsälen der Schultheiß-Brauerei genannt. Das Kino „Capitol“ schloss vermutlich im Jahr 1938. |
| Casino-Lichtspiele (Lage)                                             | Schlesische Straße 26        | 1952–1961  | Das Grundstück Schlesische Straße 26 liegt an der Oberschleuse des Landwehrkanals von der Spree ab. Auf dem Gewerbegelände bestand in der ehemaligen Kantine Gaststätte „Casino Südost“. Diese wurde nach Plänen des Architekten Gerhard Fritsche zu den Casino-Lichtspielen umgebaut, darin eröffnete am 16. Mai 1952 Erich Christ das Kino mit 391 Sitzplätzen. Das erste Berliner Schmalfilmtheater wurde in einem Saal eingerichtet, der neben der Filmvorstellungen auch als Restauration und für Veranstaltungen diente, dafür waren einige mobile Änderungsmöglichkeiten vorhanden. Um Vorführer- und Zuschauerraum aus feuerpolizeilicher Sicht zu trennen, ist die Kinoleinwand an der Längsseite des Saales. Als Bestuhlung standen Holzstühle bereit, die mit Metallverstrebungen gesichert wurden. Das ehemalige Casino ist nicht mehr vorhanden, es befinden sich verschiedenen Firmen als Teil des Projektes „Mediaspree“ und einige Gebäude stehen unter Denkmalschutz, wie das „Industriehaus Schlesische Brücke“. In der Nähe des Ostberliner Stadtbezirks Treptow war die Nutzung auch als Grenzkino erfolgt. und 1959 wurde die Anzahl der Sitzplätze bei der Übernahme durch Karl Heinz Krüger mit neuer Bestuhlung nahezu verdoppelt. Durch den Bau der Berliner Mauer sank die Besucherzahl und zu Beginn 1962 schloss das Kino. Unter der Leitung von Erich Christ und Willy Tietz (ab 1957: Emma Christ) spielt das Kino täglich mit 43 Vorstellungen je Woche. Die Bühne ist 2,5 m × 6 m groß, es können tönende Dias abgespielt werden, der Projektionsapparat war von der Firma Bauer. 1952 für Schmalfilm eingerichtet, wurde noch im gleichen Jahr für 30.000 DM auf Normal-Film umgestellt. Bereits 1956/1957 wird auf Breitwand umgerüstet CinemaScope in Lichtton (CS 1 KL) (Verstärker und Lautsprecher von Klangfilm) mit einer sechs Meter breiten Bildwand im Verhältnis 1:2,35 die Bühne ist nun 8 m × 1,5 m. Mit der neuen Bestuhlung von Stüssel, teilweise in Hochpolster, erhöht sich die Sitzanzahl auf 716. 1959 gehen die Lichtspiele an „Filmtheaterbetriebe Süd-Ost, Krüger & Co. KG“ unter Leitung von Karl Heinz Krüger. Für die Bestuhlung sind jetzt 716 Kinosessel in Hoch- und Flachpolster aufgeführt, zudem die Lautsprecher Erco. Bilder des Kinos von außen und innen sind im Netz online. |
| Centrum-Tageslichtspiele (Lage)                                       | Köthener Straße 38           | 1951–1961  | In der Köthener Straße 38 (im Nordwinkel von Kreuzberg zwischen Tiergarten und Mitte) hatte die Innung des Bauhandwerks ihr Verbandshaus, 1913 wurde darin der Meistersaal eröffnet. Mit der Enteignung der Innung wurde zunächst notdürftig wiederhergestellt und als Konzertsaal eingerichtet. 1948 wurde der Meistersaal als „Ballhaus City“, ab dem Jahre 1953 als „Ballhaus Susi“ umgenutzt. Im Erdgeschoss wurde ab 1951 das Kino betrieben. Mit dem Bau der Mauer 1961 endete der öffentliche Veranstaltungsbetrieb. Seit den 1990er Jahren wird der Meistersaal wieder für unterschiedliche Veranstaltungen genutzt. Am 2. November 1951 eröffnete Werner Blank die Centrum-Tageslichtspiele am Potsdamer Platz. Durch seine Lage war es als Grenzkino konzipiert und wurde noch 1961 wegen Zuschauermangel eingestellt. Das Kino hatte 240 Plätze und die kinotechnische Einrichtung wurde durch Ufahandel mit AEG- und Askania-Projektoren angeliefert, die Bestuhlung kam von Löffler-Stuttgart (Hochpolstersessel Stüssel). Die Kinobühne war 6 m × 2,5 m × 2 m und gespielt wurden 42 Vorstellungen je Woche an sieben Tagen. Mit dem Besitzerwechsel von Werner Blank (Treuhänder von Stockum) an Willi Gruhn sinkt die Anzahl der Vorstellungen auf 33 in der Woche. Von ihm wird auf CinemaScope (Bild- und Tonsystem: CS 1 KL) auf eine Bildwand im Verhältnis 1:2,35 umgestellt. |
| City (Lage)                                                           | Friedrichstraße 209          | 1952–1967  | Die Friedrichstraße 209 liegt Nordwestecke der Kochstraße unweit vom Checkpoint Charlie. Zur Eröffnung des Grenzkinos erfolgte ein Beitrag in Die Filmwoche 8/1951 unter dem Titel City-Lichtspiele in Berlin-Friedrichstadt: „Unter der Leitung von Fräulein Ringe und Herrn Gratz wurden in der Friedrichstraße 209 die „City-Lichtspiele“ eröffnet. Der Architekt Heyer hat hier ein gemütliches Kino erbaut, das in lichten Farben gehalten und mit geschmackvollen Wandleuchten versehen ist. Es bietet 250 Besuchern Platz (Holzbestuhlung), spielt als Tageskino von 10 Uhr an und hat eine gute Akustik. Die technische Einrichtung besorgte Klangfilm, die Projektionsapparate sind Fabrikat ERKO 4. Für die Anwohner erfüllen die City-Lichtspiele als Stammkino alle Voraussetzungen. Aus dem zahlreichen Publikum, das täglich im nahegelegenen Arbeitsamt zu tun hat, gehen seit dem ersten Spieltage viele Besucher hervor und für die Bewohner des angrenzenden Ostsektors sind besondere Vorstellungen für Ostgeld eingerichtet, von denen lebhaft Gebrauch gemacht wird.“ Für das an der Sektorengrenze gelegene Kino brachte der Mauerbau 1961 das betriebswirtschaftliche Aus, um 1964 wurde das Kino geschlossen. Die Räume wurden vom Restaurant „Checkpoint“ genutzt und noch ist ein Restaurant und Café im denkmalgeschützten Gebäude. Das Kino hatte zunächst 249 Plätze und wurde an sieben Tagen bespielt, als Tageskino gab es jede Woche (zwischen 10 Uhr und 22 Uhr) 42 Vorstellungen. War zunächst Karl Gratz der Leiter der Firma Johanna Ringe & Karl Gratz, so wurde Karl Gratz 1957 alleiniger Inhaber. Er stellte mit einem zusätzlichen Projektionsapparat Ernemann IV auf CinemaScope (CS KL1) um und projizierte auf eine 1:2,35-Leinwand, die Bestuhlung der nun 281 Plätze waren ungepolsterte Kinosessel von Schröder & Henzelmann. Für 1959 ist zwischenzeitlich Alfred Kürschner der Kinobesitzer, der das Filmangebot mit den Bild- und Tonsystemen CS 1 KL, Perspecta und CS 1 KM auf die Seitenverhältnisse 1:2,35 und 1:2,55 erweiterte, bevor 1960 wieder Karl Gratz die Führung übernahm. Im Kinoadressbuch ist das „City-Tageskino“ letztmals für 1964 als Spielstätte eingetragen. Bilder des Kinos sind online ansehbar. |
| Colosseum (Lage)                                                      | Wiener Straße 1–6            | 1953–1968  | Das Grundstück Wiener Straße 1/6 ist das südliche Eckgrundstück zur Skalitzer Straße. Im Karree gab bei den Luftangriffen Schäden, das Eckgrundstück total zerstört. Ernst Wolff erwarb das Haus 1952 von der Jewish Claims Conference und ließ 1953 ließ die Trümmer wegräumen und einen Flachbau im Stil der Zeit für ein Kino bauen. Der Eingang von der Wiener Straße erfolgte durch einen Vorbau. Das „Colosseum-Lichtspieltheater“ besaß 700 Plätze und wurde mit einem Projektor Askania AP XII (Lichtquelle Becklicht) und Verstärkern und Lautsprechern von Klangfilm (Eurodyn G) in der Woche mit 23 Vorstellungen (teilweise eine Spätvorstellung) bespielt. Die Bühne von 10 m × 5 m × 6 m, im Anteil 5 m × 2,5 m war mit dem Bau für CinemaScope vorgesehen. Nach E. Hanewacker wird 1957 Peter Blank Geschäftsführer und mit dem Bild- und Tonsystem CS 1 KL und 4 KM auf eine Leinwand von 1:2,35 oder 1:2,55 die Breitwand. Die (nun) 708 Sitzplätze haben Hochpolster-Klappsessel von Kamphöner. Um 1965 übernimmt noch Paul Grasse die Führung, ehe er 1967 die Spielstätte schließt. Das Gebäude wird von Bolle gekauft, 1969 zum SB-Laden umgebaut und brennt am 2. Mai 1987 ab. Auf der Freifläche wird 2007 eine Moschee erbaut. „1953 eröffnet Mosaik-Film-Inhaber Ernst Wolff (Synchronatelier und Kopieranstalt) nach den Palladium- und Residenzlichtspielen direkt an der Sektorengrenze sein drittes Berliner Filmtheater, das „Colosseum“ am Hochbahnhof Görlitzer Bahnhof. So schmuck wie die Platzanweiserinnen ist auch der große und harmonisch komponierte Innenraum mit seiner schwebenden Decke. Die Holztäfelung der Wand wird in halber Höhe von einer mausgrauen Samtverkleidung abgelöst, die vorzüglich zum Königsblau des schweren Bühnenvorhanges und zu der rüsterfarbenen Bestuhlung paßt. Geschäftsführerin ist Elfriede Hannewacker. Technische Einrichtung: Siemens & Halske (2 Askania AP XII mit Klangfilm-Europa-Lichttongeräten; Gestellverstärkeranlage Klangfilm Eurodyn G). Eine 12 m breite Bühne ermöglicht CinemaScope-Vorführungen. Eröffnungsfilm war Heimlich, still und leise. Quelle: Filmblätter 47/51“ Bilder in einer Publikation der Historischen Kommission zu Berlin. |
| Eden-Palast (Lage)                                                    | Kottbusser Damm 2–3          | 1910–1953  | Das Gebäude wurde 1910–1911 nach Plänen von Bruno Taut und Arthur Vogdt erbaut und der Kinoteil bereits eingeplant, so gibt es eine architektonische Trennung zwischen Wohn- und Gewerbefunktion. Der Kinoeingang liegt hinter einem Arkadengang zurückgesetzt. Der Zuschauerraum ist mit Holzbestuhlung durchgehend und einem schmalen Rang ausgestattet. 1910 eröffnete ein Kinematographentheater im Eden-Palast der „Bioscope Theater-Gesellschaft“. „Prunkvolle Freitreppen führten zu den Logen- und Rangplätzen. Überdies erfolgte der Zugang zu den Logen unmittelbar von der Straße aus. Acht bequeme Ausgänge dienten dem reibungslosen Verkehr und der Sicherheit.“ Im Kino-Adressbuch ist W. Rudolph (1916–1917) mit kinematographische Vorstellungen im Eden-Palast aufgeführt. 1918 gehört der Eden-Palast mit 500 Plätze der „Rheinischen Lichtbild Act.-Ges Cöln“. 1920 wird unter dem Namen Decla-Lichtspiele täglich (zwei Programmwechsel) vor 456 Plätzen gespielt, Gustav Franke ist Geschäftsführer der „Decla Bioscop AG“. Mit der Übernahme (1924) durch die Universum Film AG ist es der „Ufa-Theater-Eden-Palast, Lichtspiele und Variete“ bis zur Konzern-Ausgliederung 1927 in die „Vereinigte Kukuk-Excelsior-Stern-Lichtspiele“. Deren Bevollmächtigte sind 1930 Hans Beckmann & Fritz, 193 Rechtsanwalt Herman Zimmer und Dr. Erich Norden, 1932 Fritz Müßig und Kurt Haupt, ab 1934 Erich Scharloh & Fritz Müßig. Für die musikalische Unterstützung sorgen 1930 fünf Musiker, 1931 wird mit Technik von Klangfilm die Vorführung von Tonfilm möglich, der Projektionsapparat ist von Zeiss-Ikon. Ab 1937 sind 441 Plätze, ab 1939 421 genannt. In den Nachkriegsjahren waren Achim Feldes deren Treuhänder und Willi Hagen der Geschäftsführer, das Kino hat 436 bis 444 Plätze. Es wurden 14 Vorstellungen an den sieben Wochentagen gegeben, es bestand eine Theater- und Opern-Konzession. Die Eden-Lichtspiele wurden 1953 geschlossen und die Räume (Umbau um 1980) werden als Ladengeschäfte genutzt. Bilder der Ausstattung des Kinosaals befinden sich unter allekinos.com. |
| Eiszeit (Lage)                                                        | Zeughofstraße 20             | 1981–2018  | Seit 1985 besteht das Kino in der Zeughofstraße 20, das auf eine Initiative in der Hausbesetzerszene von 1981 in der Schöneberger Blumenthalstraße 13 zurückgeht. Es befand sich in Räumen einer ehemaligen Klavierfabrik im ersten Geschoss des zweiten Hinterhofs. 1991 wurde das „Eiszeit“ mit 99 Plätzen von den Vereinen „Angewandte Bildende Kunst e. V.“, „A. B. Art e. V.“ getragen, es wurden 16-mm- und Super-8-Filme gespielt. 1995 wurde die „EYZ Kino GbR Döhler u. a.“ Träger, dabei kam ein zweiter Kinosaal hinzu, Kinosessel wurden eingebaut und ein 35-mm-Projektor angeschafft. Beide Kinosäle hatten Stereo SR 20 m2 als Technik, Saal 1 mit 95 und Saal 2 mit 55 Plätzen. 2013 wurde dann digitalisiert. Im März 2015 schließt diese Spielstätte und wurde am 1. Juni 2016 in neu gestalteten Räumen mit drei Kinosälen im 1902 erbauten Vorderhaus wieder eröffnet. Im Erdgeschoss neben der Bar und Restaurant befindet sich der Saal 1 mit 100 Sitzen, eine Treppe und ein Aufzug führen in den tiefergelegten Keller zum Saal 2 mit puristischer Akustikdecke aus Beton und Saal 3. Ausgerüstet sind alle drei Säle mit Dolby Digital 5.1 und digitaler Projektion eingerichtet. Auf der Webseite des Eiszeitkinos besteht eine Bilderserie vom Bau. |
| Europa-Palast am Anhalter Bahnhof Phoebus–Palast Emelka-Palast (Lage) | Stresemannstraße 90          | 1927–1940  | Das Grundstück gegenüber vom Anhalter Bahnhof am Askanischen Platz (bis 1930 Königgrätzer Straße 118) gehörte zum Park des Prinzen Albrecht von Preußen. 1923 wurde von Bruno Paul der Umbau eines Marstalls zum Lichtspieltheater mit 1352 Plätzen (1054 Parkett, 298 Rang) projektiert. Danach wurde 1924 bis 1927 beim Bau des Geschäftshauses im Ostflügel der Phoebus-Palast in der Königgrätzer Straße 118–119 (seit 1930 Stresemannstraße mit Europahaus) mit 2000 Plätzen in der Verpachtung an die „Phoebus“. Das Europahaus in der Nähe vom Anhalter Bahnhof war baupolizeilich als reines Geschäftshaus genehmigt worden. An der Straßenfront lagen Büro- und Geschäftsräume und das Theater kam in den nordwestlichen Bereich. Doch mit der Fertigstellung wurden alle freien Fassadenflächen mit Kino- und Geschäftswerbung versehen, die nachts der Zeit entsprechend den Baukörper eine Lichtarchitektur gab. Der Kinoeingang war relativ unauffällig zwischen den Schaufenstern und trichterförmig von der Stresemannstraße, der Ausgang erfolgte durch eine auffällige Portalfassung zur Anhalter Straße. Die Ränge hatten ein eigens Foyer mit Garderoben. 1932 wurde für den „Emelka-Palast“ ein „von beleuchteten Glasplatten umrahmtes Eingangsportal“ als Umrahmung mit großem Schriftzug über insgesamt vier Geschosse an der Stresemannstraße vorgesetzt. Bilder mit Außenansichten der Jahre 1927 bis 1937 bestehen auf Kino Wiki. Bespielt wurde das Kino täglich mit 1845 Plätzen. Ab 1931 ist als Pächter die Emelka-Theater A.G. für die Emelka-Palast (Lichtspiele) angegeben. Das Filmtheater besitzt eine Bühne in der Tiefe 7 m, Breite: 11,5 m und 8 m Höhe, begleitet wird die Vorführung der Stummfilme durch zwölf Musiker. Im Folgejahr 1932 mit dem Geschäftsführer C. Brüggmann wurde auf Tonfilm ausgebaut mit Technik von Klangfilm und 1885 Plätzen. 1933 wird Curt Faber Pächter und 1934 Inhaber der Europa-Palast Curt Faber Lichtspiele GmbH. Mit dem Umbau 1935 sind die Europa-Palast-Lichtspiele im Kinoadressbuch mit 1926 Plätzen (1116 im Parkett, 810 im Rang), ab 1937 mit 1843 Plätzen, eingetragen. Beginn der 1940er Jahre wurde der Kinobetrieb eingestellt. Entsprechend wechselte die Beschriftung am Haus von PHOEBUS über EMELKA zu EUROPA. Im Zweiten Weltkrieg stark beschädigt wurde das Gebäude nach 1959 in veränderter Form als Geschäftsgebäude „Deutschlandhaus“ wiederaufgebaut. |
| Filmbühne Graefestraße (Lage)                                         | Graefestraße 21              | 1949 –1966 | Das fünfgeschossige Altbau-Mietshaus Graefestraße 21 liegt an der Südwestecke zur Dieffenbachstraße (Nummer 20). Im Kino-Adressbuch 1949 findet sich erstmals (wohl im Erdgeschoss gelegen) die Filmbühne Gräfestraße mit 200 Plätzen, einer Bühne von 7 m × 4 m × 5 m im Besitz von Allan Hagedorf, Die technische Ausrüstung bestand aus einem Nitzsche-Projektor Saxonia und Verstärkern von Europa-Klangfilm (1952: von Lorenz, 1953 von Kinoton). Es gab tägliche 2–3 Vorstellungen, deren Zahl Anfang der 1950er Jahre auf 24 Wochenvorstellungen stieg. Ab 1955 wird die Sigismund Sauter & Co. Kinobesitzer (mit Theater-Konzession) und im Laufe von 1956 Heinz Thews & Co., der auf Breitwand (CinemaScope) umstellt. Der Projektionsapparat ist Erko IV (Lichtquelle Reinkohle), Verstärker: Kinoton Klangfilm. Die Projektion im Verhältnis 1:1,85 auf die Leinwand erfolgt vor 194 (im Folgejahr wieder 200) Plätzen teilweise mit Flach- und Hochpolstersesseln von Kamphöner. 1955 wird Georg Haegert Kinoinhaber, dessen Geschäfte führt Johannes Wöhlermann, in der Woche werden 21 Normal-, eine Jugend- und eine Spätvorstellung gegeben. Mit dem Bild- und Tonsystem CS 1 KL erfolgt Projektion im Format 1:2,35. Spätestens ab 1961 ist eine Schwerhörigenanlage vorhanden. Jedoch die Wirtschaftssituation der Kinotheater erreicht die kleine Bühne auch, die 1966 geschlossen wird. Die Räume werden vom Einzelhandel genutzt, aktuell befindet sich im Erdgeschoss ein Getränkemarkt. |
| Filmbühne Naunynstraße Stern-Lichtspiele Film-Heim Elite (Lage)       | Naunynstraße 6               | 1920–1973  | Im Mietshaus auf dem Grundstück Naunynstraße 6 befand sich bis 1973 die Filmbühne. Sie befand sich im Wohnhaus im Hintergebäude, Vorraum und Kasse im Seitenflügel und quer dazu im Hinterhaus der Zuschauerraum. Geschlossen wurde sie wohl im Zusammenhang mit Neubauabsichten, Mitte der 1970er Jahre wurden die Altbauten im Karree die Hinterhöfe beräumt und insbesondere die Häuser Naunynstraße 6–15 (fortlaufend) abgerissen. 1978 errichtete die DeGeWo einen neuen Wohnhauskomplex, das vormalige Kinogebäude ging dadurch verloren. Robert Welzel hatte 1920 die Lichtspiele mit 227 Plätzen eröffnet und führte täglich Filme vor. 1924 (nach den Inflationsjahren) wurde Alexander Pilpel Inhaber und nannte sein Kino mit 246 Plätzen „Elite-Lichtspiele“. Diese gingen 1927 an „H. Leuschner & K. v. Hörschelmann“ (Spieltag: Täglich und Programmwechsel am Dienstag und Freitag). Zur Unterstützung der vorgeführten Stummfilme waren zwei Musiker eingesetzt. Zwischen 1931 und 1933 war wohl das Kino stillgelegt, bevor es von Fritz Gregor 1934 als „Stern-Kino“ wieder in Betrieb genommen wurde, der als Gründungsjahr 1932 angibt. Als Ernst Böhmer (seit 1939: Ernst Böhmer und Gerda Rasp) das Kino übernimmt, wählt er die Bezeichnung „Film-Bühne“ und gibt 1917 als Gründungsjahr an. Unter diesem Namen übersteht das Kino die Kriegsjahre und wird in den Nachkriegsjahren zunächst von Georg Schenk (306 Plätze) und ab 1952 von Kurt Schwarz betrieben. Das Kino hat 340 Plätze mit Bestuhlung mit Holz- und Polstersitzen von Kamphöner, zwei Filmprojektoren Ernemann III und IV und Verstärker von Klangfilm, mit Diapositiv-Abspielung, wöchentlich 21 Vorstellungen an sieben Tagen. Ab 1953 führt Margarete Schwarz die Filmbühne Naunynstraße und gibt auf 316 Plätzen 30 Wochenvorstellungen an sieben Tagen. 1957 übernimmt Kurt Schwarz die Filmbühne und rüstet auf Breitwand CinemaScope mit einer Apparatur Bauer B5 und Verstärkern von Klangfilm, das Bild- und Tonsystem CS 1 KL ist für ein Größenverhältnis: 1:2,35 ausgelegt. Neben 28 Wochenvorstellungen gibt es eine Matiné- und eine Spätvorstellung. „Herr Gerhard Thiel hat die Geschäftsführung der Filmbühne Naunynstraße in West-Berlin übernommen, nachdem der Inhaber des Theaters während eines Aufenthalts im Ostsektor verhaftet wurde und voraussichtlich für längere Zeit abwesend sein wird. Da es dem Theater unmöglich ist, alle inzwischen eingegangenen Abspielverpflichtungen fristgemäß zu erfüllen, wird der neue Geschäftsführer mit den einzelnen Verleihfirmen Verhandlungen aufnehmen.“ Von 1951 bis 1961 hatte die Filmbühne einen Kilometer von Friedrichshain den Status als Grenzkino, blieb aber mit dem Mauerbau entgegen anderen Kinos noch weiter geöffnet. Nach dem Mauerbau diente das Foyer der Filmbühne als Treffpunkt für die halbstarke Jugend. Beim Bill-Haley-Film Außer Rand und Band (von 1956) wurde gejohlt und geschrien und getanzt, Anwohner vermuteten deshalb Zerstörungen im Saal und riefen die Polizei. Die Jugendlichen waren jedoch bei Eintreffen der Polizei geflüchtet. Im Jahre 1973 wurde die Filmbühne – noch mit 21 Wochenvorstellungen und 313 Plätzen – geschlossen. |
| Filmeck (Lage)                                                        | Skalitzer Straße 94          | 1921–1944  | „Am 4. Oktober […1921] wurde in der Ecke Skalitzer-/Zeughofstraße ein neues Lichtspielhaus unter dem Namen ‚Filmeck‘ eröffnet. Was diese Eröffnung besonders interessant macht, ist der Umstand, daß die neue Lichtspielbühne in dem ehemaligen Exerzierhaus der dort gelegenen großen Kaserne ihr Heim gefunden hat. In verhältnismäßig sehr kurzer Zeit wurde der Umbau vom Architekten Kratz und dem Kunstmaler Fenneker durchgeführt und präsentierte sich gestern im neuen, sehr geschmackvollen Gewände. Das Theater enthält 1400 Sitzplätze, die bei der Eröffnung förmlich gestürmt wurden. Als Eröffnungsprogramm brachte die Direktion die reizende Filmoperette ‚Miß Venus‘ heraus, voran ging als aktueller Film das Autorennen auf der Grunewaldbahn.“ aus: Das Kino wurde über den Haupteingang der ehemaligen Kasern mit kolossaler Säuelefassade und Dreiecksgiebel durch die Vor- und Kassenhalle betreten. Der Zuschauerraum stieg leicht an mit einer abgesetzten Parkettloge und ansteigendem Balkon darüber. Das Kino diente noch im März 1944 als Uraufführungstheater. Das Filmeck ist mit einer Bühne von 10 m × 7 m ausgestattet. Georg Galewsky betreibt das Filmeck im Eigentum bis 1930 mit täglicher Vorführung und zwei wöchentlichen Programmwechseln. Unter seiner Leitung wird 1931 die Tonfilmtechnik von Tobis eingeführt. Dennoch waren noch 12 bis 18 Musiker als musikalische Untermalung eingetragen. Für das Folgejahr 1932 ist Max Warschawski Bevollmächtigter der „Stern Kino und Variete Betriebsges. mbH“, die das Kino übernahm. Als 1937 die Lemke & Co. in den Besitz des Filmecks kam, geben sie eine Platzanzahl von 1367 an. Das Filmtheater bestand unter Nummer 94 an der Ostecke Skalitzer/Zeughofstraße. Das entlang der Zeughofstraße liegende Exercierhaus wurde durch Kriegseinwirkung zerstört, während die östlicher liegenden – wie das Postamt 36 – und die westlich anschließenden Wohnhäuser wohl weitestgehend unbeeinflusst blieben. Das Grundstück Skalitzer 90–94 / Zeughofstraße 23 ist noch 1963 unbebaut und wurde um 1965 mit einem siebengeschossigen Wohnhauskomplex bebaut. Die tempelartige Fassade wurde von kolossalen Säulen gegliedert und von einem Dreiecksgiebel gekrönt. Durch eine große Vorhalle gelangte man in die sich seitlich anschließende Kassenhalle. Eine breite, zweiflüglige Tür führte in den Zuschauerraum, der im hinteren Teil über eine leicht erhöhte Parkettloge verfügte. Darüber erhebte sich der Balkon, den man vom Vorraum aus über zwei Holztreppen erreichte. |
| Filmpalast Kammersäle (Lage)                                          | Blücherstraße 68             | 1919–1943  | Das Filmtheater in der Belle-Alliance-Straße 5 wurde im 1909/1910 erbauten Gebäude der Handwerkskammer zu Berlin in den dortigen Kammersälen eingerichtet. Die ehemalige Eckbebauung Belle-Alliance-Straße 5/5a zu Teltower Straße 1 lag östlich vom Mehringdamm in Höhe Blücherstraße 68 (ein Nachkriegsbau Ecke Blücherplatz). Das Gebäude mit dem Kino, so wie das gesamte Karree wurde durch Kriegseinwirkung teils schwer zerstört. Bereits für 1912 bis 1917 ist das Kinematographentheater von E. (Rudolf) Lorenz unter der Adresse Belle-Alliance-Straße 5 angegeben. 1920 ist Rudolf Winterfeld mit der Winterfeld & Co. Besitzer des „Film-Palasts Kammersäle“ (SW 61, Teltowerstr. 1–4) mit 650 Plätzen ist als Gründung 1919 (später auch 1920) eingetragen, tägliche Vorführungen und zwei wöchentlichen Programmwechseln. Seit 1921 als „Erstaufführungs-Theater für Südwest“ geführt war er im Besitz von Rudolf Lorenz der wieder (die wohl attraktivere) Belle-Alliance-Straße 5 / Ecke Teltower Straße als Adresse nutzt. Die Platzanzahl ist mit 600 und 635 benannt, ab 1924 ist Georg Fischer als Geschäftsführer notiert. 1927 waren Atlantik-Lichtspiele zunächst als Projekt eingetragen, offensichtlich hat der neue Inhaber Joscheck & Rosenthal den Namen „Film-Palast Kammersäle“ belassen. 1928 waren Stadtrat Max Rosenthal und Ebersohn die Besitzer und geben 623 Plätze in der Teltower Str. 1/4 an, 1929 und 1930 wurde Stadtrat Max Rosenthal allein Betreiber und 1931 führt Walter Rosenthal die Tonfilmtechnik ein. Neben einer Kapelle mit sieben Musikern steht der Tonfilmapparat von Melorob. Siegbert Ehrlich übernimmt das Kino 1932/1933 (Tonfilm von Klangfilm), bevor 1934 Willi Warnke, anfangs mit Georg Werner, der Inhaber wird. Der Filmpalast Kammersäle bekam durch Straßenumbenennung die Adresse Obentrautstraße 2/4 und wurde unter Kriegseinwirkungen 1943 geschlossen. Auf einer Postkarte gibt es den Blick in den Saal. |
| fsk (Lage)                                                            | Segitzdamm 2                 | seit 1987  | 1987 eröffnete das „fsk“ in der Wiener Straße 20 und bestand dort bis 1994. Das Kino hatte hier 70 Plätze und wurde von der „FSK Gaststätten und Kultur GmbH“ betrieben. Seit dem Umzug (Inhaber fsk GmbH) in den Segitzdamm 2 „fsk am Oranienplatz“ bestehen zwei Säle, die beide mit Dolby Digital 5.1 und Projektionsmöglichkeiten in Digital 4K und 35 mm analog ausgerüstet sind. Saal A mit 100 gepolsterten Klappsesseln in neun Reihen besitzt eine Leinwand von 2,80 m × 7,00 m und der kleinere Saal 57 Plätze in sechs Reihen, anfangs waren Flugzeugsessel, 2002 klassische Kinoklappstühle und 2011 wurden blaue Sessel eingebaut. Die Leinwand ist mit 2,60 m × 6,80 m nur unwesentlich kleiner und es steht ein kleines Harmonium im Saal. Im größeren Saal haben die Betreiber einen kleinen Springbrunnen aufgestellt, der vor und direkt nach dem Film (und sogar zwischen Werbung und Film) in Betrieb genommen wird. Das Kino versteht ich selbst als unabhängiges Filmkunstkino und wurde von Zitty 2012 als „Ber-lins Beste 2012: Anspruch-volls-tes Kino“ gewählt. „Neben direkten Kinotagen nimmt das Off-Kino durch die Programmwahl eine Sonderstellung ein. Gezeigt werden vor allem anspruchsvolle und preisgekrönte Low-Budget-Spielfilm- und Dokumentarfilmproduktionen aus Südeuropa meist in Originalfassung.“ Neben ein paar Treppenstufen aus Stahl gibt es eine behindertengerechte Rampe zum langgezogenen schmalen Foyer. Zum Namen gibt es verschiedene Aussagen der Betreiber: „fsk“ als Flugzeugsesselkino, 2000 bei einem Interview im TIP im Jahr 2000: einfach nur für sich und keine Abkürzung, September 2008 auf Radio Eins zum 20-jährigen Jubiläum: die Namenswahl ist eine ironische Reflexion auf die Freiwillige Selbstkontrolle der Filmwirtschaft (FSK). Im Kinokompendium gibt es eine Bilderserie zum FSK. |
| Hallesches-Tor-Lichtspiele Universum-Lichtspiele (Lage)               | Mehringdamm 17               | 1907–1960  | Das Gebäude Belle-Alliance-Straße 99 lag zwischen den beiden Mietshäusern 98 und 100 (nördlich am Begräbnisplatz der Jerusalemer und Neuen Kirche) und wurde mit zwei weiteren Nutzern vom Kinematographen E. Thomas bewohnt. Mit der Umbenennung in Mehringdamm erhielt der Altbau die Nummer 17 und wurde bei der Umgestaltung des Straßenzugs Mehringdamm/Blücherplatz um 1970 abgerissen und die Fläche als Erweiterung des Kirchhofs III der Jerusalemer und Neuen Kirche einbezogen. Der Kinematograph benennt das Kinematographentheater seit 1907, die Jahreszahl ist auch im Kino-Adressbuch als Eröffnungsjahr genannt. Nach E. Thomas wurden die „Universum-Lichtspiele“ von Markus Bauer (1918) und danach von Paul Wothe (1920/1921). Das Kino hatte ungefähr 220 Plätze, wird täglich bespielt, das Programm wechselt zweimal. Nach der Inflation ist 1924 Otto Gumpel der Inhaber und 1928 bis 1934 Leon Szabo (mit Herbert Kolzel und eventuell Herr Ringel als Pächter oder Betreiber). Die Tonunterhaltung wurde von drei Musikern gestaltet. 1935 benennt Werner Schallehn um in „Hallesches Tor-Lichtspiele“ mit 212 Plätzen und einer 3,5 m × 2,6 m großen Bühne. Zum 1. März 1938 als „H.T.L Hallesches Tor-Lichtspiele“ folgen Thea Schallehn und Max Leschonski als Inhaber wohl auch mit einer Tonfilmeinrichtung, im Folgejahr kam die Schallehn & Co. und zum 6. März 1939 Max Leschonski allein. Das Kino überstand die Kriegsjahre und wurde in den Nachkriegsjahren von Max Leschonski weiter betrieben. 1950 übernahm Karl Buttler die Dia-Einrichtung, den Projektionsapparat Bauer Ernon IV und die Verstärker von Klangfilm und spielte zunächst 2 bis 3 Vorstellungen an jedem Wochentag. Gerhaud Brauer und Stella Maria Stierhout setzen den Spielbetrieb 1953 fort, bevor Karl-Heinz Krüger mit Frau Stella-Maria Stierhout die zwei Projektoren Hahn-Goerz II und Ernemann III ersetzen. Das Kino hatte 213 Holzklappstühle. Mit dem allgemeinen Nachlassen der Zuschauerzahl geben sie den Kinobetrieb 1960 ein. |
| Helios Deutsches Lichtspielhaus (Lage)                                | Friedrichstraße 233          | 1905–1943  | Im Kino-Adressbuch ist für das Lichtspielhaus in der Friedrichstraße 233 das Jahr 1905 als Beginn der kinematographischen Vorführungen angegeben. Bei einer Straßenfront von 18 m reichte das Grundstück mit drei Hintergebäuden 150 m in die Tiefe. Im Berliner Adressbuch 1906 ist für das Grundstück eine Kronleuchterfabrik angegeben, zudem wohnt der Theaterbesitzer A. Neumann. 1908 befand sich noch die Hamburger Film- und Kinematographische Industrie G.m.b.H. 1912 wird durch Umbauten im Seitenflügel das Kinematographentheater geschaffen, im Haus gab es zwei weitere Vorführräume der ansässigen Filmgesellschaften. Das Kino besaß eine zur Straße offene Vorhalle, zum Zuschauersaal liegt ein offenes Buffet. An der Rückseite und in der Mitte des Saales bestanden Logen vor der Bühne war ein Orchestergraben. Am Eingang war als Besonderheit eine Bildschirmübertragung möglich. 1913 sind im Haus die Helios-Lichtspiele genannt, 1914 das Film-Verleih-Haus R. Müller & Co. Das Kino-Adressbuch verzeichnet ab 1913 die „Helios“- Lichtspiele. Das Kinematographentheater besitzt Frau Hedwig Neumann aus Hamburg-Blankenese. Deren Geschäfte führen Willi und Martha Banz (geborene Neumann), ab 1933 führt Carl Neumann. Das Kino ist 1918 mit 321 Plätzen und 1920 mit 250 Plätzen, ab 1928 mit 307 eingetragen, gespielt wird täglich mit Programmwechseln am Dienstag und Freitag. Die Technik von Kinoton ermöglicht ab 1931 das Abspielen von Tonfilmen, es besteht auch eine mechanische Musikanlage. Die Helios-Lichtspiele wurden wohl durch Kriegsschäden geschlossen. 1949 sind die Grundstücke 231 bis 234 beräumt. Zu Beginn der 1960er Jahre wurde Baufreiheit geschaffen und in den 1960er Jahren wurde die Straßenfront 232/233 sechsgeschossig bebaut. Das Torhaus auf 234 wurde für die Zufahrt zu den hinteren Flächen und Häusern in den 1990er Jahren bebaut. |
| Hofjäger-Lichtspiele (Lage)                                           | Hasenheide 52                | 1916–1943  | Das Grundstück gehörte dem Gastwirt F. Gustavus und reichte in der Tiefe mit dem Ballsaal-Komplex des Hofjäger-Palastes von 1891 bis zur Gas-Anstalt, die Mitte der 1930er Jahre beräumt wurde. Im Saal waren 1916 die Hofjäger-Lichtspiele mit einer Kapazität von 650 Plätzen eingerichtet worden. Für 1918 ist Frau I. Fried als Inhaberin benannt. Die Anzahl der Plätze wird im Folgenden geringer angegeben: 1919/1920 mit 600 von C. Lorenz, 1921 mit 450 von R. Knopf & C. Baumgarten. 1924 gibt die National Film AG 550 Plätze an, die Bühne ist 8 m × 4 m groß, tägliche Vorstellung und zwei Programmwechsel. Gerhard Damann als Pächter der National Film AG (wohl) seit 1925 nennt wiederum 600 Plätze. Im Folgejahr 1928 übernahm die Hofjäger-Lichtspiele GmbH das Kino, die Geschäfte führte L. M. Zwingenburg, durch ihn wird 1932 mit „Kinoton“-Technik die Vorführung von Tonfilmen möglich. Ab 1937 1943 war Kurt Mietusch (anfangs mit Horst Klee) der Kinobesitzer (588 bis 647 Sitzplätze). Die hinteren Gebäude des Grundstücks wurden kriegsbedingt zerstört, das führte zur Einstellung des Kinobetriebs. Nach der Beräumung der Grundstückstiefe während das Vorderhaus erhalten blieb entstand ein begrünter Hof mit Parkfläche. |
| Kellerkino (Lage)                                                     | Dresdener Straße 125         | 1990–1999  | Das Kellerkino befand sich in der Dresdener Straße neben dem Kreuzberger „Babylon“ und. Das schmale Haus aus den 1910er Jahren wurde als Fleischerei gebaut und um 1990 von einer Druckerei genutzt. Wie der Name hinweist befand sich die Spielstätte von 1990 bis 1999 als Off-Kino – unabhängig vom normalen Berliner Kinoprogramm – im Untergeschoss eines Ladengeschäfts. Der Laden im Erdgeschoss war Anlaufstelle und Verleih von Ausrüstung für Berliner 16-mm-No-Budget-Produktionen, die gegebenenfalls anschließend im Keller des Gebäudes gezeigt werden konnten. Die Platzkapazität bestand aus 20 gepolsterten Kinosesseln und 20 Plastikgartenstühlen, die nach Bedarf dazu gestellt wurden. So konnten anschließend Veranstaltungen ungezwungen weitergeführt werden. Seit 1992 zeigten Thorsten Schneider und seine Mitstreiter vom gemeinnützigen Verein „No-Budget-Filmservice“ alle erreichbaren Filme, die im Verleih nicht teuer waren. Oft waren es gute Filme, die von großen Filmtheatern unbeachtet blieben. Seit der Schließung weist äußerlich nichts mehr auf die kurze Kinozeit hin, der Kellerraum wird gelegentlich noch für Lesungen genutzt. Die 20 Kinosessel wurden in die Z-Bar in Mitte gegeben. Der Eingang des geschlossenen Kellerkinos mit dem Zustand im April 1999 befindet sich unter Kinokompendium.de. |
| Kinematographentheater (Lage)                                         | Friedrichstraße 226          | 1909–1913  | 1909 wurde im Nachbarhaus 228 des Zugangs zum „Königlichen Seminar für Stadtschullehrer“ (hinter Nr. 229) von F. Wermcke ein Kinematographen-Theater eröffnet. Als um 1914/1915 in der Friedrichstraße 228 ein Neubau errichtet wurde endete der Kinobetrieb. |
| Kino am Heinrichplatz Kinora Skala (Lage)                             | Oranienstraße 190            | 1919–1967  | In der Oranienstraße nahe dem Heinrichplatz befand sich in dem 100 m tiefen Grundstück ein Biergartenlokal, das auch über eine Halle verfügte. 1919 eröffnete dort „von Hasperg & Schall“ ein Kino, das 1922/1923 als Kinora-Theater mit 222 Plätzen geführt wurde. 1924 wurde Ludwig Markus der Inhaber des Filmpalastes Skala mit 505 (508) Plätzen, täglichen Vorführungen und Programmwechsel am Dienstag und Freitag und musikalischer Begleitung mit einer Vier-Mann-Kapelle. 1925 übernahm Leopold Ehrlich die Skala mit Lopatka als Geschäftsführer, 1927 Ehrlich & Koch, 1928 geht der Film-Palast „Skala“ an die Lichtspiel Betriebs GmbH mit Vollmacht bei Rudolf Lorenz & Willy Koch. 1931 wurde S. Israelski Bevollmächtigter und 1932 Alfred Lichtenstein Inhaber. Das Abspielen von Tonfilmen wurde 1933 im Besitz von Alfred Loewenthal des nun „Kino am Heinrichplatz“ benannten mit Klangfilm-Technik bei 530 Plätzen möglich. Walter Zeysig führte das Kino ab 1937, bevor es ab 1939 die Wallis Kino-Betriebe Erich und Margarethe Wallis (Direktor Erich Wallis) durch die Kriegs- und Nachkriegsjahre in deren Besitz blieb. Im Krieg 1944 war das Gebäude durch Bomben zerstört worden und wurde wiederaufgebaut am 1. Februar 1951 neu eröffnet. 1952 gehörte das Kino am Heinrichsplatz der „M. Wallis Kinobetriebe KG. u. F. Limberger“ mit 556 Plätzen, in der Woche 21 Vorstellungen (ab 1953 sind es 23, davon eine Spätvorstellung) an sieben Tagen, mit einer Apparatur Nitsche Matador und Verstärker Eurodyn M. Für die 7 m × 3 m-Bühne bestand auch eine Theater-Konzession. Ab 1953 war ein Askania-Projektor, ab 1957 zwei Askania AP XII (Lichtquelle: Reinkohle) mit Klangfilm-Verstärker (Klangfilm-Eurodyn) und -Lautsprechern geeignet für CinemaScope (Bild- und Tonsystem: CS 1 KL) auf die Leinwand im Seitenverhältnis 1:2,35. Von Kamphöner sind die 556 ungepolsterten Sitze, ab 1960 mit Hochpolstersesseln angegeben. 1966 bestand das Kino am Heinrichplatz noch, ehe es 1967 geschlossen wurde. Nach der Nutzung als Atelier und Supermarkt eröffnete im August 1978 der Veranstaltungsort SO36. Bilder zum Gebäudezustand 1978 (??) und dem SO36 aus dem Jahre 2012 liegen auf KinoWiki. |
| Kinomuseum (Lage)                                                     | Großbeerenstraße 57          | 1962–2002  | 1962 eröffnete der leidenschaftliche Kinomann und Sammler Max Cichocki das „1. Berliner Kinomuseum“ mit vielen seiner gesammelten Kinogegenstände. Am Ort von „Riehmers Hofgarten“ (Großbeerenstraße 57, ein Mitte der 1930er Jahre erbautes zweigeschossiges Reihenhaus) richtete er zudem ein kleines Ladenkino mit 30 Plätzen ein, das im November 2002 geschlossen wurde. |
| Kino-Theater (Lage)                                                   | Schlesische Straße 42        | 1910–1923  | Um 1910 eröffnete in der Schlesischen Straße 42 das Kinematographentheater von Ernst Moniak. Die Vorstellungen wurden von Frau Minna Ziske und Ernst Moniak vor anfangs 221 Plätzen gegeben, ab 1920 sind noch 150 Sitzplätze im Kino-Adressbuch genannt. Im Inflationsjahr 1923 wurden die Vorstellungen eingestellt. Das letzte Gebäude an der Straßennordseite unweit vom U-Bahnhof Schlesisches Tor steht noch mit dem Cafe Wendel zwischen Schlesischer und Oberbaumstraße, westlicher anschließende Häuser wurden in den 1960er Jahren beräumt. |
| Kolibri-Lichtspiele (Lage)                                            | Mehringplatz 2               | 1919–1943  | Die Kolibri-Lichtspiele befanden sich von 1919 bis 1945 am südlichen Belle-Alliance-Platz. Das Grundstück Nummer 2 befand sich näher zur Gitschiner Straße, außerhalb des Rings um die Häuser gegenüber von Mehringplatz 21, der 1947 umbenannt wurde. Das Gebäude wurde im Februar 1945 zerstört und das Grundstück nicht wieder bebaut. 1920 sind die Kolibri-Lichtspiele mit 250 Plätzen im Besitz von Wallerstein und wurden 1924 Kolibri-Lichtspiele von Adolf Reich übernommen, der sie 1937 an Fritz Mischke übergab. Das Kino wurde täglich bespielt mit zwei Musikern (ab 1932 ein Musiker) für die akustische Untermalung der Stummfilme. Im Kino-Adressbuch ist keine Umstellung auf Tonfilm erwähnt, auch nicht als ab 1937 Fritz und Hildegard Mischke das Filmtheater bis zur Zerstörung 1945 betrieben. |
| Lichtspiele Südwest (Lage)                                            | Blücherstraße 12             | 1912–1943  | 1912 eröffnete ein Kinematographentheater in der Blücherstraße 12, zudem bestand auch ein von Alfred Duskes gegründetes Filmatelier (später Kinograph GmbH). Im Kino-Adressbuch ist 1913 Th. Kressel und 1915 bis 1918 E. Sindlinger als Inhaber des Süd-West-Theaters mit 300 Plätzen aufgenommen. Mit dem Besitzerwechsel zu Artur Baumann (Geschäftsführer: Hugo Deutschland) sind 250 Plätze in den Südwest-Lichtspielen mit dem Gründungsjahr 1910 erwähnt, 1923 übernahm Gustav Landeck mit Vorstellungen mit täglichem Programm und zwei Wechseln in der Woche. 1928 bis 1930 ist Inhaberin Käthe Swoboda (Geschäftsführer: Kurt Schimanski) und 1931 Elsbeth Dreyer (Geschäftsführer: Gustav Kurth). 1932 rüstet der neue Besitzer Richard Pfleger auf Tonfilm (Nadelton, dann Kinoton) um. Bis zur Zerstörung des Kinos im Jahre 1943 führt noch Wilhelm Beyrich die Lichtspiele Südwest. Das Grundstück wurde in der Tiefe 20 m von der Straße nach der Beräumung in den 1960er Jahren mit einer Kaufhalle bebaut. |
| Lichtspiele (Lage)                                                    | Wrangelstraße 53             | 1918–1922  | Um 1918 eröffnete Erich Zocher in der Wrangelstraße Ecke Falckensteinstraße ein „Lichtspieltheater“. Nach den Angaben im Kino-Adressbuch war es nur bis 1922 in Betrieb, anfangs mit 197 nach 1920 mit 227 Plätzen, gespielt wurde täglich. Das Eckgebäude Wrangelstraße 53 / Falckensteinstraße 11 erlitt mit den Nachbarhäusern Kriegsschäden, das beräumte Grundstück wurde zu Beginn der 1970er Jahre mit einem Wohnhaus mit Supermarkt als Falckensteinstraße 12 bebaut. |
| Lido-Lichtspiele (Lage)                                               | Schlesische Straße 15        | 1951–1966  | 1951 eröffnete Gerhard Kollat das Lido-Filmtheater an der Ecke Schlesische Straße/Cuvrystraße in einem nach Plänen von Valerian Wehn errichteten eigenständigen Kinozweckbau. Es gab je einen Eingang von der Cuvry- und der Schlesischen Straße, an ersterer betonte ein Mittelrisalit die fensterlose Fassade. Durch seine Lage 250 Meter von der Oberbaumbrücke und 500 Meter von Treptow, nahe am U-Bahngrenzstation Schlesisches Tor wurde es auch als Grenzkino genutzt. Mit dem Bau der Berliner Mauer sanken die Besucherzahlen. Geschlossen wurde das Kino 1966 und wurde 1967 zum Club „Westside“ umgebaut, ab den 1980er Jahren von der Berliner Schaubühne als Probenraum genutzt und nach langem Leerstand wird der Flachbau seit Mai 2006 wieder als Club „LIDO“ genutzt. 1952 ist für das Kino mit 521 Plätzen und täglichen Vorstellungen, in der Woche 14–21, eine Ausstattung mit tönender Diaeinrichtung, einem Erko IV-Projektor und Eurodynverstärkern eingetragen. Seit 1953 werden 36 Vorstellungen gegeben. Die Bühne war 7 m × 2,5 m × 5 m (6 m × 3 m) groß und es bestand eine Lizenz für Kabarett. 1957 führt Kollat Breitwand mit dem Bild- und Tonsystem CS 1 KL mit einem Bauer 75-Apparat, Verstärker und Lautsprecher von Klangfilm und dem Bildwandverhältnis 1:2,35. Die Bestuhlung von Kamphöner sind nun Hochpolster-Kinosessel. Zu den fünf täglichen Vorstellungen kommen eine Matiné- und eine Spätvorstellung hinzu. 1959 kommen die Lido-Lichtspiele zur „Filmtheaterbetriebe Süd-Ost, Krüger & Co. KG“ (Karl Heinz Krüger), der als Projektor eine Askania AP XII (Lichtquelle: Becklicht) beschafft. Auf Flickr existieren Bilder des Lido von 2008 und 2010. |
| Luisen-Kino (Lage)                                                    | Wiener Straße 11             | 1907–1921  | In der Wiener Straße 11 (unweit vom U-Bahnhof, damals „Haltestelle Oranienstraße der elektrischen Hochbahn“) wurde 1907 ein Kinematographen-Theater mit etwas mehr als 100 Sitzplätzen für Vorstellungen von Stummfilmen eingerichtet. 1917 ist R. Wielatz als Kinobesitzer eingetragen, 1920 ist im Berliner Adressbuch „Kurt Weise & Co. Kinotheater“ aufgenommen, für das Kino-Adressbuch ist „Luisen-Kino“ genannt. Es 1921 vom Inhaber Spieß & Co. eingestellt. Das Gebäude ist erhalten und es befinden sich Ladengeschäfte im Erdgeschoss. |
| Luisentheater (Lage)                                                  | Reichenberger Straße 34      | 1921–1943  | Auf dem Grundstück Reichenberger Straße 34 befand sich das Luisentheater. Das Gebäude wurde von der Neuen Kinotheater G.m.b.H. übernommen und 1921 im Saal die „Luisen-Theater-Lichtspiele“ für 1000 Besucher eröffnet. Die Geschäftsführer A. Wollenberg und Harry Blumann gaben täglich Vorstellungen. 1924 übernahm die „B-Es-P Film- u. Bühnenschau GmbH“ (mit Sitz in der Zimmerstraße 19, ab 1925 Friedrichstraße 221). Die Plananzahl wird nun mit 1071 bzw. 1034, auch 1048 genannt, die Theaterbühne (8 m tief, 9 m Ausschnitt) besteht mit allen Requisiten weiter. 1928 firmieren David Hirschberg und Heinrich Hadekel das Kino als „Luisen-Theater, Film- und Bühnenschau“ mit 90 m²-Bühne. Im Folgejahr betreibt die Reichenberger Theatergesellschaft mbH als Kinobesitzer diese Film- und Bühnenschau. Für die musikalische Untermalung existiert eine 12-Mann-Kapelle. 1930 übernimmt der Berliner Kinobetreiber Georg Galewski und rüstet mit Tonfilmtechnik von Tobis (und Kino-Ton) aus. 1932 geht das Theater mit der Film- und Bühnenschau an die „Stern Kino und Variete Betriebsges. mbH“ von Georg Goldstein, die 1937 Lemke & Co. weiterführt. 1943 wurde der Kino-Saal und die umliegenden Gebäude zerbombt und das Kino musste schließen. Das schmale Vorderhaus von Nr. 33 blieb erhalten, die Straßenfront von Nummer 31–35 wurde mit Lückenbauten geschlossen, in den 1970er Jahren auf Nr. 34 mit dem Wohnhaus. |
| Maxim-Lichtspiele (Lage)                                              | Köpenicker Straße 1          | 1909–1943  | An der Nordecke Schlesisches Tor befand sich ursprünglich eine Gastwirtschaft im Eckhaus Köpenicker Straße 1 in der 1909 Kinematographentheater mit ungefähr 200 Plätzen eingerichtet wurde, spätestens seit 1918 als „Maxim-Lichtspiele“ benannt. Anfangs ist der Gastwirt F. Engelbrecht mit „Kinematographischen Vorführungen“ genannt, wohl 1916/1917 übernahm Otto Beyersdorf (O 112, Frankfurter Allee 17) die Spielstätte mit drei bis vier Spieltagen die Woche. Um das Inflationsjahr 1923 wurde wohl zeitweise geschlossen. 1924 betreibt Hans Scheibe das Kino, als Geschäftsführer ist für 1928 Karl Eichslawski eingetragen, als 1929 Carl Grünwald Inhaber wird, ist Heinz Schröder Geschäftsführer der Maxim-Lichtspiele mit 220 Plätzen tätig. Gespielt wird täglich, zur Untermalung sind zwei Musiker eingesetzt. Das Abspielen von Tonfilmen mit Kinoton-Technik führt Fritz Klingenberg 1933 ein, der als Inhaber von Charlotte Nack abgelöst wurde, bevor 1937 Walter Schibaiski Kinobesitzer wird. er führt die Lichtspiele bis zur Einstellung 1943 wegen der Kriegseinflüsse. Während die benachbarte 3. Grundschule (Köpenicker Straße 2, jetzt Grünfläche und Jugendfreizeitheim) zerstört wurde, blieb das Haus Nr. 1 erhalten und wird im Erdgeschoss gastronomisch genutzt. Ein Bild vom Haus des Maxim im Jahr 1914 liegt auf KinoWiki. |
| Moviemento Tali Hohenstaufen-Lichtspiele Vitascope (Lage)             | Kottbusser Damm 22           | seit 1912  | Das Kino Moviemento besteht noch im selben Gebäude wie die im Jahr 1906 bautechnisch abgenommenen Räume zur Vorführung von Lichtbildern Kinematograph. Erst im Jahr 1912/1913 ist jedoch ein Kino am Kottbusser Damm 22 Ecke Hohenstaufenplatz belegt. 1905 entstand an der Südostecke der Neubau des noch vorhandenen Eckhauses Kottbusser Damm 22 (Ecke Boppstraße 11). 1907 hatte im Kottbusser Damm 22 die Deutsche Bioscope-Gesellschaft m.b.H. einen Sitz, worauf (wohl) das Kinematographen-Theater zurückgeht. Für 1917 ist das Kinotheater am Kottbuserdamm 22 im Kino-Adressbuch verzeichnet. 1918 sind die „Odeon-Theater-Lichtspiele“ mit 450 Plätzen im Eigentum von H. Weitenauer (Friedelstraße 30), die 1920 von Willy Spier aus Flensburg (CA: Fritz Hoffmann) übernommen wurden. Von Harald Gölstorph wird der ab 1924 gebräuchliche Kinoname „Hohenstaufen Lichtspiele“ gewählt, der von den Nachfolgern Müller (1925 und 1927/1928) und Hans Blank und Max Genetzky (ab 1929) behalten wurde. Gespielt wurde täglich mit zwei Programmwechseln je Woche. Die Vorführungen erfolgten vor 416 bis 436 Zuschauerplätzen, bei einer Bühne von 6 m × 8 m Größe, zur Begleitung der Stummfilme mit einer Kapelle von 3–5 Musikern. 1932 wurde das Vorführen von Tonfilmen ermöglicht. Das Kinogebäude blieb ohne nennenswerte Kriegsschäden. Das Kino blieb im Besitz von „Blank & Genetzky“ (Inhaber Hans Blank und Katharina Genetzky, ab 1957 Hilde und Katharina Genetzky), der Betrieb wurde in den Nachkriegsjahren von ihnen weitergeführt. Bis 1946 wurden die beiden im Winkel zueinander liegenden Teilräume des Kinosaals durch getrennte Treppenhäuser erreicht, entsprechend gab es auch zwei Büffeträume mit Stehtischen. Die Kinoausstattung waren 438 ungepolsterte Klappsitze, ein Ernemann-Projektor (Erko IV, Lichtquelle: Xenon) und die Verstärker von Klangfilm (Lorenz 30 Watt), sowie die Diaeinrichtung. Gespielt wurden täglich 2–3 Vorstellungen, damit sind insgesamt 17 Vorstellungen in der Woche erreicht. Mit der Übernahme durch die Familie Kleiner (Herbert und Irmgard Kleiner, Harald Holberg-Hofmann) 1959 firmierte das Kino zuerst als „Taki-Lichtspiele“, ab 1960 als „Tali-Lichtspiele“. Die Inhaber führten zum Ende der 1950er Jahre das Breitwandverfahren CinemaScope ein. Gespielt wurden für Zuschauer auf 362 ungepolsterten Kamphöner-Klappsesseln an sieben Wochentagen wöchentlich insgesamt 23 Vorstellungen und eine Spätvorstellung. Ausgerüstet für das Bild- und Tonsystem „CinemaScope Einkanal-Lichtton“ für das Bildwandverhältnis 1:2,35 bestand die Technik aus „Tönendem Dia“, dem Ernemann-Projektor Erko IV mit Xenon-Lichtquelle und den vorhandenen Klangfilm-Verstärkern mit Siemens & Halske-Lautsprechern. Die Spielstätte der „Tali Kino GmbH“ bestand mit dieser Einrichtung bis 1980. Das Tali wurde Mitte der 1970er Jahre von Manfred Salzgeber als Programm-Kino übernommen, Wieland Speck war im Off-Kino „Tali“ für das Programm verantwortlich. Bekannt wurden die Rocky-Horror-Picture-Aufführungen: Durch den von den Besuchern geworfenen Reis und das Wasser wurde die Inneneinrichtung ruiniert, was eine Renovierung nötig machte. In den 1980er Jahren wurde das Programm-Konzept durch André Rudolf geändert. Von 1982 bis 1984 hieß das Kino „Das Lebende Bild“. Am 6. Januar 1984 übernahm Ingrid Schwibbe (10967 Berlin, Boppstraße 11) das Kino und nannte es „Moviemento“. Tom Tykwer war ab 1984 zehn Jahre für die Programmgestaltung verantwortlich, obzwar Rudolf bis Ende der 1980er Jahre dieses noch beeinflusste. 1995 kam durch Umbauten der dritte Kinosaal hinzu. Alle drei Säle besitzen Ultra-Stereo-Ton (Dolby Digital 5.1), Digital- und 35-mm-Vorführung ist möglich und im Saal 1 auch 16-mm-Schmalfilm-Vorführung. Saal 1 bietet 103 Plätze, Saal 2 67 Plätze und Saal 3 62 Plätze. Nachdem zwischenzeitlich die Schließung des Kinos drohte, ließen die neuen Besitzer Iris Praefke und Wulf Sörgel es renovieren und eröffneten das Moviemento im März 2007 wieder als Erstaufführungskino. |
| Oppelner Lichtspiele (Lage)                                           | Oppelner Straße 15           | 1919–1961  | Das Mietshaus Oppelner Straße 15 mit Geschäftsräumen im Erdgeschoss stand 1918 unter Zwangsverwaltung. 1919 übernimmt Willy Rudolff (aus der Oppelner Straße 16) und richtet die „Oppelner-Lichtspiele“ darin ein, es besitzt eine 4 m × 2 m, 300 Sitzplätze und wurde täglich bespielt. 1924 übernahm Paul Berndt das Kino und 1927 wird G. Schwulera Pächter, 1928 war Fritz Naß Inhaber mit seinem Vorführer Gustav Eigner für das Kino mit nun 270 Plätzen im Besitz bis 1931. G. Strauch und A. Stapelfeldt rüsteten als neue Inhaber die Lichtspiele für Tonfilm um, wonach 1937 Hugo Sampich und H. Deider Besitzer werden (285 Sitze). Das Wohnhaus übersteht die Kriegsjahre. Beide bleiben im Kinobesitz und beide Inhaber führen den Betrieb in den der Nachkriegszeit fort. Wobei Helena Deider die Geschäfte führt. 1957 wird die zeitgemäße Breitwandvorstellung 1:2,35 mit dem Bild- und Tonsystem CS 1 KL durch eine Ernemann-Apparatur installiert. Mit der Entfernung von 600 m Fußweg von Ost-Berlin (Berlin-Friedrichshain) über die Oberbaumbrücke wurden die Oppelner Lichtspiele mit den 290 ungepolsterten Sitzen von Kamphöner als Grenzkino genutzt, mit 42 Vorstellungen und drei Matinee-/Spätvorstellungen an allen sieben Wochentagen war die Rentabilität gesichert. Durch den Bau der Mauer 1961 entfallen jedoch die Ostberliner Besucher und die Oppelner Lichtspiele schließen. Die Räume wurden seither als Super- und Getränkemarkt genutzt. |
| Orania-Lichtspiele (Lage)                                             | Oranienstraße 25             | 1910–1922  | In der Oranienstraße 25 wurde 1910 ein Gewerbehof mit zwei Höfen erbaut in dem 1910/1911 von Kaufmann F. Wermke ein Kinematographentheater eingerichtet wurde. Im Kino-Adressbuch wird 1914–1916 P. Neufeind für die Lichtspiele (Odeon-Theater) aufgeführt. 1918 als Oranien-Lichtspiele mit 190 Plätzen von Johanna Wilde (Wilde & Marczynski) geführt, 1920 von W. Stonke. Der Besitz wechselt noch 1920 zu Emil Pohl, der die „Orania-Lichtspiele“ mit 250 Plätzen angibt. Im Laufe des Jahres 1921 wird M. Zigan Inhaber und für 1922 sind noch die Gebr. Langer notiert. Das Vorderhaus und der Gewerbehof stehen unter Denkmalschutz und im Erdgeschoss befindet sich ein Ladengeschäft und eine Galerie. |
| Oranien-Theater (Lage)                                                | Oranienstraße 161            | 1919–1966  | 1910/1911 wurde in der Oranienstraße 161 nach Plänen des Architekten Oskar Kaufmann das Geschäftshaus Stiller errichtet, in dem sich anfangs ein Schuhwarenhaus befand. 1919 wurde das „Oranien-Theater“ genannte Kino von Leopold Guttmann eröffnet. Die Oranien-Theater GmbH wird von Leopold Guttmann und Max Baumann geführt. Das täglich bespielte Kino ist mit 310 Plätzen aufgeführt. 1928 wird Egon Behrens Besitzer (täglich, 241 Plätze), der im Krieg erhaltenen Gebäude das Kino auch in den Nachkriegsjahren weiter betreibt, wobei 1949 Alfred Peters genannt wurde. Behrens spielt täglich drei Vorstellungen mit dem Ernemann-Projektor und Lorenz-Verstärker. Als Kurt Schwarz als Pächter das Oranientheater 1957 mit vier täglichen Vorstellungen und einer Matinee- und Spätvorstellung je Woche übernimmt, wurde Breitwandtechnik eingebaut: 297 ungepolsterte Kamphöner-Sitze, tön Dia, Verstärker von Klangfilm, Bild- und Tonsystem CS 1 KL im Seitenverhältnis 1:2,35. Der Kinobetrieb wurde 1966 eingestellt und der Textilgroßhandel übernimmt die Räume zusätzlich. Nach der Sanierung des Gebäudes sind Büroräume eingerichtet. |
| Palladium-Lichtspiele (Lage)                                          | Baerwaldstraße 18/19         | 1926–1961  | Die Kaserne des Zweiten Garde Dragoner Regiments grenzte (gesamt als Nr. 17) zwischen Blücher- und Gneisenaustraße an die Baerwaldstraße. Als sich die Kasernennutzung nach dem Ersten Weltkrieg änderte, wurde im Reitsaal 1926 von der Palladium-Film- und Bühnenschau GmbH ein Kino eröffnet, das bis 1961 betrieben wurde. Der Kinosaal auf dem Grundstück der Kaserne wurde nach der Schließung abgerissen. Ab 1976 wurde ein Schulkomplex mit Kita errichtet. Die achtachsige Fassade aus Backstein war reich gegliedert mit profiliertem Gesims. Die Innenausstattung war 1926 großzügig und in Gold gehaltenes Vestibül. Vor Filmbeginn gab es Varieté-Aufführungen, es wurden Operettenszenen und Darbietungen von Zauberern und Feuerschluckern geboten. Der Saal bot den „Palladium-Lichtspielen“ Raum für etwa 960 Sitzplätze und besaß eine Bühne von 6 m × 7 m, für die täglichen Vorstellungen wurde das Programm zweimal in der Woche gewechselt. Im Jahre 1930 übernahm Bruno Esbold aus Potsdam (Vorführer Wilhelm Sieker) das Kino in der Baerwaldstr. 17 und ließ von Tobis auf Tonfilm-Vorführung umrüsten. 1932 wurden J. Lusternick und A. Neukrug die Betreiber, wobei nach 1937 abermals Bruno Esbold als Inhaber im Reichskino-Adressbuch genannt ist. Das Gebäude entlang der Baerwaldstraße blieb durch den Krieg hindurch erhalten. In den Nachkriegsjahren führte Ernst Wolff die Palladium-Lichtspiele (980, dann 958 Plätze) mit 17 Vorstellungen in der Woche an sieben Tagen. 1957 wurde mit dem Vorführer Harrywachtel auf Breitwand (CinemaScope) umgerüstet. Mit den Bild- und Tonsystemen „CS 1 KL“, „CS 4 KM“ und „Perspecta“ waren die Bildwand-Formate 1:2,35 und 1:2,55 möglich, die Wiedergabe erfolgte vom Projektor Ernemann VII B (Lichtquelle: Becklicht) mit Verstärkern und Lautsprechern von Klangfilm, hinzu kam die tönende Diaabspielung. Die 910 Sitzplätze waren gepolsterte Kinosessel, die Anzahl der wöchentlichen Vorstellungen stieg auf 21 mit zwei Matinee-/Spätvorstellungen. Das Kino wurde in den 1940er Jahren mehrfach als Uraufführungstheater der UFA genutzt. |
| Parade-Theater (Lage)                                                 | Friedrichstraße 46           | 1908–1918  | In der Friedrichstraße 46 Ecke Zimmerstraße 20 befand sich schon um 1907 ein Geschäft, welches Kinematographen von Léon Gaumont verkaufte. Dazu gab es im Parade Cafe von H.O. Schwarz Vorführungen des Apparates „Parade-Cafe-Theater“, die 1909 der Kinematograph S. Goldschmidt führte. Ab 1912 betrieb George Goddeng (SW 68, Lindenstr. 81) das Kinematographen-Theater, dann Lichtbildtheater mit 221 Plätzen „Parade-Kino-Theater“ bis zur Einstellung des Betriebs 1918. Das Haus 46 wurde im Krieg zerstört. Das Grundstück an der Kreuzung Zimmerstraße an der Grenze von Kreuzberg und Mitte lag direkt am Checkpoint Charlie, dadurch blieb es unbebaut und erst seit den 2000er Jahren steht wieder ein Büro-Neubau mit der Adressbezeichnung 45 – angrenzend neben dem Mauermuseum Haus am Checkpoint Charlie. |
| Park-Lichtspiele (Lage)                                               | Baerwaldstraße 69/70         | 1914–1962  | Im Eckhaus Baerwaldstraße 69 / Planufer 59 (seit 1965: Carl-Herz-Ufer) wurde 1914 ein Kinematographentheater mit 230 Plätzen eröffnet. Das Kino nahe dem Urbanhafen ist im Kino-Adressbuch erstmals 1920 für P. Meyer und Hermann Schönfeld als Park-Lichtspiele genannt, 1921 war Direktor Fritz Nafz und ab 1923 Walter Krohn der Inhaber, der sein Kino noch mit 192 Plätzen und täglichem Filmprogramm mit Untermalung durch zwei Musiker eintragen ließ. Er trug auch 1914 als Gründungsjahr ein. Tonfilm-Vorführungen sind in den Park-Lichtspielen ab 1932 möglich. Das Kino wird in den Nachkriegsjahren von Walter Krohn bis 1962 weiterbetrieben. Breitwand wurde bei den noch angegebenen 183 Sitzplätzen nicht eingeführt, wodurch wohl die Schließung begründet ist. Im ehemaligen Kino bestehen ein Café und ein Fahrradladen. |
| Primus-Palast Hermannplatz (Lage)                                     | Urbanstraße 72–76            | 1928–1945  | Das Großkino. Im Jahr 1928 hatte die Firma Heilmann & Littmann das Haus nach Plänen des Architekten Alexander Krewe in Stahlbauweise errichtet. Es wurde als Primus-Palast am Hermannplatz mit dem Film Der größte Gauner des Jahrhunderts eröffnet. Die Baulücke hinter Karstadt bestimmte die Grundrissform. Das Foyer im Vorderhaus liegt zur Straßenfront senkrecht, der Zuschauer- und Bühneraum schließt sich schräg dazu an. Die Fassade gliedert sich in Eingang, Hauptgeschoss und Mezzanin mit Achsen, deren fünf mittlere als Pfeilervorlagen risalitartig über das Dachgeschoss reichen. An beiden Seiten vom Hauptgebäude befinden sich Torhäuser rechts als Durchfahrt und links als Schaufenster ausgestaltet. Den Zuschauerraum beleuchten auffällige Lichterketten. Im Rang sind vorn Logen eingebaut. Am 22. April 1933 eröffnete das ehemalige Kino als „Deutsches Volkstheater am Hermannplatz“. Im Spielplan sollten vorrangig Volksstücke und die Alt-Berliner Posse gepflegt werden. Als im April 1945 das Karstadt-Haus zerstört wurde, betraf es auch den dahinter liegenden Primus-Palast, der nicht wieder aufgebaut wurde. An seiner Stelle entstand ein Parkhaus für das wieder aufgebaute Kaufhaus. Schon im Kino-Adressbuch 1927 ist der Primus-Palast eingetragen: „Im Bau, Eröffnung voraussichtlich September 1927, etwa 2900 Plätze nach Bauplänen bereits im Besitz der Primus-Palast GmbH“ (Otto Schmidt). Für 1928 noch als im Bau mit 2200 Plätzen eingetragen, wurde es dann mit 2100 Plätzen fertiggestellt und täglich bespielt. Die Bühne war 14 m × 9 m groß und von Beginn an waren Tonfilmvorführungen durch Tobis-Technik möglich. Im Jahr 1931 änderte sich die Trägergesellschaft zu Globus Theaterbetriebs-Ges. mbH unter der Führung von Hans Kahl und Georg Warscliawski. Im Jahr 1932 wurde Max Miodowski partner von Hans Kahl. Ab 1934 waren Ehrlich & Thomas (ab 1937 als Carl Thomas & Co.) Inhaber (in den 1940er Jahren: Max Knapp als Geschäftsführer) bis zur Zerstörung des Gebäudes. Auf KinoWiki finden sich der Bauplan von 1927 und ein Luftbild von 1931. |
| Primus-Palast Quick-Lichtspiele (Lage)                                | Hasenheide 13                | 1946–1966  | Vor dem Krieg befanden sich in der Hasenheide 13 und 14/15 (Haus-Eigentümerin: Frau Ch. Friese aus Britz) Kliems Festsäle. In deren Räumen im Hof eröffnete Rolf Budde in der Nachkriegszeit 1946 die Quick-Lichtspiele mit 828 Sitzplätzen aus Gartenstühlen. 1949 ließ Budde zusammen mit Paul Grasse das Ganze zum repräsentativen 1000-Platz-Theater umbauen, das 1950 auch mit einer Theater-Konzession als Primus-Palast mit 949 Plätzen wiedereröffnete. Die Bühne war 11 m × 6 m × 8 m groß, als Projektor stand ein Ernemann IV mit Klangfilm-Verstärker zur Verfügung, um 17 Vorstellungen in der Woche an allen sieben Wochentagen anzubieten. Der Name knüpfte wohl an das zerstörte Großkino in der Urbanstraße an. 1957 wurde die Projektionswand für Breitwandfilme ausgerüstet. Mit den CinemaScope-Bild- und Tonsystemen 1 KL, 1 KM und 4 KM, sowie Perspecta waren Wiedergaben im Größenverhältnis 1:2,35 und 1:2,55 möglich mit der Apparatur Bauer B 14 (Lichtquelle: Becklicht) sowie Verstärker und Lautsprechern von Klangfilm. Gespielt wurden 22 Vorstellungen und eine Spätvorstellung vor 1000 Flachpolstersesseln von Kamphöner. Der Kinobetrieb lief bis 1966, danach öffnete hier der Club Cheetah, der bis 1996 als Pleasure Dome geführt wurde. 2010 wurde das Haus verkauft und umgebaut. Die ehemalige Diskothek wird als unterkellerte Lagerhalle von 1899 mit 1708 m² und 15 m Höhe vermietet. Die private Webseite von Uwe Friedrich zeigt Bilder des Primus-Palastes in den 1950er Jahren. |
| Prisma-Lichtspiele (Lage)                                             | Mehringdamm 41               | 1949–1977  | Der Einbau dieses Kinos 1949 im Haus Mehringdamm 41 war die erste Arbeit des jungen Architekten Peter Schwiertz. Die neue „Union-Filmtheater-Betriebsgesellschaft“ (Plettner, Pollak, Glaß) betrieb die Prisma-Lichtspiele mit 411 Plätzen, der tönenden Dia-Einrichtung, dem Apparat Bauer M 7 und dem Eurodyn-Verstärker an drei Vorstellungen jeden Tag der Woche. 1952 stieg Frau Helene Glass aus München-Puchheim aus der Gesellschaft aus und wurde mit F. W. Dressler als Geschäftsführer selbständig, ab 1953 wurde Fritz Rottmann Geschäftsführer. 1959 kamen Flachpolster-Sessel und das Bild- und Tonsystem CS 1 KL hinzu zur Breitwandvorführung von 1:2,35. 1960 bilden Helene und Kurt Glass eine oHG und Mitte der 1960er Jahre wurde Friedrich Wilhelm Foss (zuvor auch in der Union-Gesellschaft tätig) der Betreiber. Der letzte Eintrag der Prisma-Lichtspiele im Adressbuch ist von 1975. Nach der Schließung wurde der Saal als Ladengeschäft genutzt. Auf allekinos.com werden Bilder vom Prisma und dem Zustand 2008 angeboten. |
| RegenbogenKino (Lage)                                                 | Lausitzer Straße 22          | seit 1982  | Auf dem Grundstück wurde 1877 das Fabrikgelände mit Gebäuden von Friedrich Gennrich erbaut und bis Ende der 1970er Jahre als Industriestandort genutzt. Nach der Besetzung der ehemaligen Chemiefabrik wurde 1981 das Kulturprojekt Regenbogenfabrik auf dem stillgelegten Gelände gegründet. 1982 wurde das ehrenamtlich betriebene Kino aus der Taufe gehoben, das zur Kategorie der Off-Off-Kinos (Programmkino) gehört. Jeder der 45 Sitzplätze in acht Reihem ist individuell und allein im Sessel oder zu dritt auf einem Sofa kann gesessen werden. Die Filme laufen meist im Original. Technisch ist das Kino mit zwei Meopta-Projektoren (Meo5X) ausgestattet, die im Überblendbetrieb eingesetzt werden, möglich ist die Wiedergabe digital (16-mm- und 35-mm-Theater-Beamer) und analog 35-mm auf 2,8 m × 4,0 m Leinwand in Mono. Im hinteren Teil des Hofs mit der rotbemalten Front im skandinavischen Stil betritt man das Kino durch eine graue Tür an der eine ausgefräste Metallplatte mit dem Schriftzug 'Kino' angebracht ist. Im ersten Stock bilden Kinosaal und Foyer eine Einheit. 2007 bis 2009 wurde umgebaut und renoviert mit Verbesserung des Tons. Bilder von Saal und Hinterhof aus dem Jahr 2010 liegen auf Kinokompendium.de. |
| Rivoli-Palast (Lage)                                                  | Bergmannstraße 5–7           | 1926–1963  | Das Gelände Bergmannstraße war ein Teil von Habel’s Berliner Bierbrauerei, in der Habelschen Trinkhalle von 1880 (Eigentümer 1925: Karosserie- und Wagenbau Königstadt GmbH) gab es ein stillgelegtes Vergnügungs-Etablissement. Darin eröffnete 1926 Richardt Arendt den Rivoli-Palast für 550 Besucher, der mit einer sechs mal fünf Meter großen Bühne Platz für tägliche Filmvorführungen und Variete-Einlagen bot. 1928 übernahm Otto Gumpl das Kino und verpachtete an Siegbert Ehrlich. Sie führten ab 1931 das Vorführen von Tonfilm ein, das Kino ging 1937 an die „Lichtspiel-Theaterbetriebe Hans Plettner & Pollak“deren Geschäftsführer Emmy Köhn wurde. Den Krieg überstand das Kino ohne Schäden und konnte so 1945 schon wieder seinen Betrieb aufnehmen. Mit 570 Plätzen blieb es im Besitz der (neu gegründeten) Union-Filmtheater Betriebsgesellschaft Plettner und Pollak (Hans Plettner u. Erich Pollak). Von den Architekten Herbert Berthold (Umbau 1952) und Bruno Meltendorf (Umbau 1953) wurde der Bauzustand der Nachkriegsjahre und saniert. Gespielt wurde täglich an 23 Vorstellungen in der Woche mit AEG-Verstärkern und einer Hahn-Goerz-Apparatur (ab 1955: Bauer B8A). Die Theaterkonzession bestand noch. Als Friedrich Wilhelm Foß 1956 bei Hans Plettner u. Erich Pollak (Gf: Heinrich) ins Unternehmen einstieg, wurde mit den Cinema-Systemen 1 KL und 4 KM auf 1:2,35, 1:2,55 und in 4-Kanal-Magnetton das Breitwandverfahren möglich. Für die Dia-Wiedergabe waren alle Formate einsetzbar. Die Bestuhlung waren 601 Flachpolstersessel. Im Rahmen des allgemeinen Kino-Sterbens der 1960er Jahre wurde der Kinobetrieb 1963 beendet. Danach zog ein Supermarkt in die Räume ein. Seit 2008/2009 wurde ein Gesundheitszentrum eingerichtet, in das denkmalgeschützte Abspannwerk von 1929 einbezogen wurde. Es wurde in das Gesundheitszentrum mit einbezogen. Die restlichen Gebäude, wie auch das Kino wurden abgerissen. Eine Darstellung des Rivoli von 1952 liegt auf allekinos.com. |
| Sputnik Südstern (Lage)                                               | Hasenheide 54                | seit 1988  | „Das Sputnik ist gut versteckt im dritten Hinterhof und fünften Stock … Berlins höchstes Kino wurde 1984 gegründet. … Zu besonderen Terminen legen hier DJs auf, auch kleinere Konzerte finden statt.“ Das zu den denkmalgeschützten „Höfen am Südstern“ gehörende Grundstück Hasenheide 54 ist 150 m durchgehend zur Körtestraße 15/17 bebaut. Zwar als Abbruchhöfe vorgesehen blieben sie erhalten und 1988 eröffnete das „Sputnik II“ (als Ableger des Sputnik Wedding) im fünften Stock eines Gebäudes im dritten Hinterhof als höchstes Kino Berlins. Betreiber war die „Sputnik-Kino Arndt und andere GbR“ (1984 gegründet), dann die „Sputnik Kino GmbH & Co. KG“ (10777 Berlin, Nollendorfplatz 5). Zudem betrieb das Sputnik-Kino von 1990 bis 1999 das „Freiluftkino Hasenheide“, seit 2006 das „Freiluftkino Insel“ im Cassiopeia in Friedrichshain als Openair-Kino. Anfangs wurde nur der Saal 1 bespielt. Das Sputnik-Kollektiv versuchte zu expandieren, allerdings behinderten kurze Mietverträge Investitionen. 1995 nach der Liquidation der Betreibergesellschaft wurde das Kino von Multhaup & Co weiter betrieben und seit 2008 wird es von der Medien- und Veranstaltungsagentur Andrea Stosiek geführt. Bei der Einrichtung wurden die Plätze für 70 Besucher als Rarität „gemauerte Kinosessel“ geschaffen. Das Kino besitzt drei Räumlichkeiten. Der Saal 1 bietet 70 Kinoplätze (aus damals finanziellen Gründen) in neun gemauerten Reihen mit Einer- und Zweiersitzen, wobei die Sitzfläche und Rückenlehne hellgraue Plastikkissen sind. Anspielmöglichkeiten bestehen 16-mm- und 35-mm-Analog-Projektion, im April 2013 kam der Einbau des digitalen Projektors, auf die Leinwand von 2,8 m × 5,0 m mit Tonwiedergabe in Dolby Digital 5.1. Saal 2 „Kulturrevolution“ bietet 23 Plätze – elf Sessel und sieben Zweisitzer – und besitzt eine Leinwand von 2,8 m × 4,0 m, Digital-4K-Projektion mit Dolby Digital 7.1. Auch die Kinobar mit 20 Plätzen aus Sofas, Sesseln und Stühlen besitzt eine 2 m × 3 m-Leinwand mit der Möglichkeit Vorführungen vom Beamer und in Stereoton. Die Kinobar bietet einen Blick über die Dächer Berlins. Die Kino-Webseite bietet Bilder der Innenansichten. |
| Stella-Palast (Lage)                                                  | Köpenicker Straße 14         | 1929–1961  | Zwischen der Köpenicker Straße und der Spree befand sich bis 1919 auf Grundstück 11/12 die Kaserne des Garde-Pionier-Bataillons und 13/14 die Kaserne des 1. Telegraphen-Bataillons, insbesondere das Offizierskino. Hier bestand bis 1945 die Brommy-Brücke zwischen Kreuzberg und Friedrichshain, 1925 wird die Kaserne als grauer, für den Abriss bestimmter Bau beschrieben. Die „Spree-Havel-Dampfschiffahrt-G.m.b.H. Stern“ beauftragte 1929 die Architekten Gustav Neustein und Walter Hämer ein Filmtheater zu bauen. Der Neubau war in seinen Formen vom Bauhausstil beeinflusst und wurde in die bestehende Ladenzeile eingefügt. Am 14. November 1929 wurde der „Stella-Palast“ Köpenicker Straße 12/14 mit 1780 Plätzen (1428 Parkett, 352 Rang) durch die Uraufführung des Films „Frühlings Erwachen“ eröffnet. Zu dieser Eröffnung wurde eine Kinoorgel von Welte & Söhne eingeweiht. 1937 wurde die Fassade durch Bruno Meltendorf umgebaut. 1930/1931 ist Georg Warschawski der Betreiber, dann führt Max Knapp die Geschäfte der „Stern Kino und Varieté Betriebsges. mbH“ und ab 1937 übernahm Lemke & Co. Die Tonfilmtechnik war von Tobis-Klangfilm. Die Bühne von 112 m² war auch für Varieté-Aufführungen geeignet. Die ehemaligen Kasernen-Gebäude sowie der Stella-Palast wurden im Zweiten Weltkrieg schwer beschädigt. Elisabeth Maria Knubben richtet bereits 1946 im Foyer des vormaligen Parketts das „Notkino“ mit ungefähr 400 Plätzen (Gf: E. Wipper) ein. 1950 wurde das Behelfskino zum „Stella-Filmtheater“ mit 475 Plätzen aufgebessert. An Technik waren tönende Dia, der Ernemann II (Lichtquelle: Reinkohle) und zwei Klangfilm-Verstärker ab 1953 Eurodyn K-Verstärker vorhanden. Die Bestuhlung waren ungepolsterte Kinosessel. Bespielt wurde täglich, anfangs samstags mit zwei, sonntags mit drei Vorstellungen; 1952 waren 28 Vorstellungen je Woche notiert. Auf Grund der Lage über die Spree zu Ost-Berlin wurde es in den 1950er Jahren für Filmvorführungen als Grenzkino genutzt, neben 16 Normalvorstellungen je Woche wurden 27 Tagesvorstellungen gegeben. Ab 1957 sind 16 Normal-, 25 Ost- und eine Spätvorstellung verzeichnet. Zudem wurde ab 1957 Vorführung von Breitwandfilm auf 1:1,85 möglich: Bild- und Tonsystem CinemaScope „CS 1 KL“, Apparatur Ernemann II, Verstärker Klangfilm-Eurodyn K, Lautsprecher Isophon Kombination, tönende Dia-Abspielung, es gab eine Schwerhörigenanlage. Bereits vor dem Mauerbau wurde das Kino (Inhaber: E. M. Knubben, Geschäftsführer: E. Wipper) geschlossen. In den 1970er Jahren wurden die Reste des Kinogebäudes abgetragen, das Grundstück wurde gewerblich genutzt und soll Ende der 2010er Jahre mit Wohnhäusern bebaut werden. Im Buch Kinoarchitektur existieren Bilder vom Zuschauerraum und der Außenansicht. |
| Truxa-Lichtspiele Texas–Lichtspiele (Lage)                            | Oranienstraße 170            | 1951–1967  | 1951 eröffnete unweit vom Oranienplatz in einem 14-Parteien-Mietshaus, dessen Hinterhaus weggefallen war, die „Margarethe Wallis K.G.“ die „Texas-Lichtspiele“ mit 313 Plätzen. Die technische Einrichtung übernahm der Ufahandel Berlin mit den Projektionseinrichtungen Ernemann IV 1 und Erco IVr, die Bestuhlung kam von Schröder & Henzelmann mit Flachpolstersesseln. Die Baugestaltung hatte der Architekt Pierre de Born ausgeführt. Die Verstärker waren von Eurodyn, die Bühne ist mit 5,0 m × 1,0 m angegeben und gespielt wurden 23 Vorstellungen je Woche. 1957 wurde auf das Bild- und Tonsystem CinemaScope 1 KL für ein Seitenverhältnis 1:2,35 mit der Anschaffung einer Askania AP XII-Apparatur umgestellt. Mit dieser Umstellung wurde bei unverändertem Inhaber der Kinoname in „Filmtheater Truxa“ geändert, die Platzanzahl ist mit 292, später mit 316 genannt. Der Kinobetrieb wurde 1967 zu Zeiten des „Kinosterbens“ eingestellt. Die Räume im Erdgeschoss werden von einer Gaststätte genutzt. |
| TAM (Theater am Moritzplatz) U.T. Moritzplatz (Lage)                  | Oranienstraße 147            | 1911–1945  | Im Westen am Moritzplatz befand sich das „Etablissement Buggenhagen“ der Aschinger’s AG mit großem Saal und Theaterbühne und ihrer 6. Bierquelle in Berlin. 1910 vermietete der Gastwirt Hermann Frey den Theatersaal an die Projections AG „Union“, die ihr fünftes „Union-Theater“ in Berlin eröffnete. Das Kinogebäude und die umgebenden Gebäude am Moritzplatz wurden im Februar 1945 durch Bomben zerstört und blieb lange unbebaut. Seit 2012 befindet sich der Neubau des zweiflügeligen Aufbau-Hauses hier. Das Union-Theater (Kinomat.Ges. a. G., Oranienstr. 147) der Frankfurter Union als „Konzerthaus Kaiserhallen am Moritzplatz & Union-Theater Moritzplatz AG“ organisiert, kam 1916 an die Union-Theater GmbH Berlin und wurde unter dem Namen „U.T. Lichtspiele“ geführt. Es wurde täglich gespielt und 1918 sind 612 Plätze, 1920 783 genannt. 1921/1922 ist Siegbert Goldschmidt Leiter der Variete „Schaubühne Moritzplatz“ & Lichtspiele Theater am Moritzplatz, 1923 Theater am Moritzplatz & Alhambra Variete. 1924 folgt als Inhaber des „Theater am Moritzplatz T.A.M.“ die B-S-P-Film- und Bühnenschau GmbH, zunächst unter Kattwinkel sen., ab 1928 unter Fritz Kärger und ab 1928 unter Wilhelm Prusseit das Programm für die 800 Kinoplätze gespielt. Bei täglichen Vorstellungen werden zwei Programmwechsel in der Woche ausgeführt und für die musikalische Untermalung sorgt eine Kapelle mit 7–9 Personen. Wilhelm Prusseit beauftragte 1931 Klangfilm mit dem Einbau der Tonfilmtechnik, worauf 1934 Hugo Lemke mit der „TAM“ Lichtspieltheater am Moritzplatz GmbH (ab 1937 als „TAM“ Lichtspiele Lemke KG) dieses Buchstabenkürzel „TAM“ als Kinonnamen einsetzt. 1943 ist im Reichs-Kinoadressbuch die Tam Lichtspiele AG nochmals eingetragen, bevor der Betrieb des Kinos wegen der Zerstörungen beendet war. Das KinoWiki enthält online.Bilder vom U.T. |
| Universum-Theater (Lage)                                              | Reichenberger Straße 79–80   | 1910–1938  | Hinter den Häusern der Liegnitzer Straße lag vor 1910 ein unbebauter Grundstücksstreifen zwischen Reichenberger Straße 79/80 und Kottbusser Ufer 8. Dieser wurde von beiden Seiten bebaut und ist 1911 als Neubau (Gewerbehof mit fünf Hintergebäuden, fünf Höfen und vier Quergebäuden zum Kottbusser Ufer) angegeben. Das Berliner Adressbuch 1912 verzeichnet 18 Mieter, darunter sieben gewerbliche Unternehmen. 1913 sind dann Zerbe & Sonntag Kinematographischs Theater im Berliner Adressbuch und auch im Kino-Adressbuch aufgenommen, das Adressbuch 1915 benennt das Universum-Theater. Ab 1918 übernahm Hans Cerf (Adressbuch 1918: Kinobesitzer, SO 36, Graetzstraße 58) das Kino mit 221 Plätzen und ließ im Kino-Adressbuch 1910 als Gründungsjahr eintragen. Nach der Inflationszeit wurde Fritz Nafz Inhaber (Adressbuch 1928: Fritz Nafz, Kinobesitzer, SO 16, Cöpenicker Straße 86.87) und er erweiterte 1928 auf 254 Plätze, Vorstellungen wurden täglich gegeben. Nafz nennt im Adressbuch 1916 als Gründungsjahr 1916, wohl der Benennung als Universum-Lichtspiele. 1932 lässt er das Universum-Theater von Kinoton auf die Vorführung von Tonfilm umstellen, es gab auch eine mechanische Musik, zudem wird die Platzkapazität auf 385 erweitert. 1933 kommt die Universum Theater GmbH unter Leitung von Albert Seipp und Ing. Ernst Schumann in den Besitz des Kinos und im Folgenden bildet Georg Schibelski die „Universum Theater Reichenberger Straße 79/80 GmbH“ und abermals wechselt der Besitzer 1937 zu Walter Schibalski und Frau Antonie Rudzki, die 360 Besucher mit täglichen Vorstellungen bespielen. Der Kinobetrieb wurde 1938 eingestellt. Die Grundstücke 78, 79/80 und Liegnitzer Straße wurden (offensichtlich) durch Bombenschäden zerstört und beräumt, um 1960 mit einem Vorderhaus bebaut und um 2000 wurde auf dem gesamten Eckgrundstück ein Geschäftshaus neu erbaut. |
| Urania-Theater Mariannen-Lichtspiele (Lage)                           | Wrangelstraße 10–11          | 1919–1943  | In der Wrangelstraße 11 befanden sich im hinteren 80 m langen Grundstück das „Etablissement Urania“. 1919 gibt der Saalbesitzer und Gastwirt Walter den ehemaligen Urania-Saal ab und es wurden die „Mariannen-Lichtspiele“ (nahe zum Mariannenplatz gelegen) eröffnet. 1920 ist im Kino-Adressbuch „Edgar Talke & Gebr. Vendettich“ und als Geschäftsführer Bertha Brandt als Inhaber aufgenommen, das Kino mit 500 Plätzen wird täglich bespielt. 1923 übernahmen Karl und Franz Jahnel zusammen mit Josef Britzer das Kino als Inhaber und geben mit Bezug auf den vorherigen Festsaal den Namen „Urania-Lichtspiele“, kurz danach folgen 1924 „Schwarz & Graßmann“. Walter Schwarz meldet für das Kino-Adressbuch 1928 eine Kapazität von 598 Plätzen für die „Urania Film und Bühne“. Der Zusatz Bühne verweist auf eine erweiterte Konzession, die ab 1929 Max Waldschak und Hans Düwel weiterbetreiben. Die Bühne ist 6 m × 10 m groß und die Filme werden von vier Musikern untermalt. 1931 lässt Max Waldschak das Kino durch den Architekten Fritz Wilms zum Urania-Theater umbauen und durch Klangfilm auf die Tonfilmtechnik umstellen. 1932 wurden Frau Toni Loewenthal als Besitzer mit Alfred Loewenthal als Direktor die Kinobesitzer. Walter Zeysig betreibt das Urania-Theater ab 1937 und gibt für die Gründung 1920 an. Noch einmal erfolgt 1939 ein Besitzerwechsel zur Krüger & Co. Lichtspiele KG. Der Kinobetrieb endete durch einen Bombentreffer, der 1943 die Gebäude Wrangelstraße 10 bis 12 schwer beschädigte. Um 1950 wurde die Kriegsruine beräumt, es verblieb ein Teil des Vorderhauses 12. In den späten 1960er Jahren wurde eine Kindertagesstätte und im Garten ein Aufnahmeheim für Familien (später zum Blauen Kreuz) unter der Adresse Wrangelstraße 12 aufgebaut und ein Spielplatz zur Straße hin eingerichtet. 2014 wurde Wrangelstraße 11 mit einem Mehrfamilienhaus bebaut. Das Bild vom Etablissement Urania, SO, Wrangelstr. 10–11 Aufnahmedatum um 1916 ist auf KinoWiki zugänglich. |
| Vitascope–Theater (National-Filmtheater) (Lage)                       | Friedrichstraße 10           | 1907–1921  | 1907 steht auf dem Grundstück Friedrichstraße 10 ein Neubau. 1906 war bei bereits der Kinosaal im Erdgeschoss des Quergebäudes eingeplant, dessen Nutzung verzögerte sich wegen feuerpolizeilicher Bedenken, da das Geschäftshaus nicht für einen erhöhten Personenverkehr ausgelegt sei. 1908 sitzt im Haus die Vitascope Theater-Betriebsges.m.b.H. mit einer eigenen Vorführungsspielstätte. 1910 ist in den Adressbüchern die „Deutsche Vitascope GmbH“ genannt, 1913 bis 1917 führt der Kinematograph L. Scholz das Vitascope-Theater. 1918 übernahm Frau C. Wallerstein aus Wilmersdorf die Vitascope-Lichtspiele mit deren 432 Sitzplätzen. 1919 steht das Haus unter Zwangsverwaltung und im Haus hat die Rex-Film G.m.b.H. ihren Sitz. Das Kino-Adressbuch 1920 nennt das Vitaskop-Theater mit täglichen Vorstellungen und 400 Plätzen im Eigentum von F. Harkewitz aus Wilmersdorf. Ab 1921 ist das (vorher zwangsverwaltete) Haus im Besitz der National-Film G.m.b.H. (Sitz: Friedrichstraße 235) und das Filmtheater wurde wohl im Laufe des Jahres 1921 geschlossen. Das Kino-Adressbuch nennt 1921 die „National-Lichtspiele“ (täglich, 450 Plätze) von Eduard Pick als Inhaber. Das Berliner Adressbuch 1921 hat noch das „Vitascope-Theater“ notiert und dazu die „Rex-Film Ges. L. Pick“, „P. Heidemann Films“ und „Kinomarkt G.m.b.H.“ Das Kino im eigenen Haus der National-Film wurde geschlossen, sie betrieb Filmtheater an anderen Berliner und deutschen Standorten, beispielsweise die Titania-Filmtheater in Steglitz und Schöneberg oder das Roxy Schöneberg. |
| WBT-Lichtspiele Welt-Biograph-Theater (Lage)                          | Schlesische Straße 29        | 1908–1961  | Zwischen der Schlesischen Straße 29/30 und der Spree wurden 1907/08 von Boswau & Knauer insgesamt fünf Höfe (mit fünfgeschossigen Gewerbebauten) und das Mietshaus erbaut, die über den Zweiten Weltkrieg als Gewerbehof überstanden und unter Denkmalschutz stehen 1908 eröffnete in diesen Bauten ein Biograph-Theater, in dem ein Biograph genannter Kinematograph eingesetzt war. Bis 1910 betreibt F. Gilies F. das Biograph-Theater, bevor Edmund Winter 1911 die kinematographische Vorstellungen im Biograph-Theater fortsetzt. 1917 ist der Eintrag im Kino-Adressbuch zum „Welt-Biograph-Theater“ (SO), Schlesischestraße 29–30, Inhaber Edmund Winter, Plätze: 206, Eintrittspreise 0,29–0,50 Mark, Programmwechsel: Dienstag und Freitag, Spieltage: täglich. Es existiert eine Bühne von 16,5 m² und zur Untermalung der Stummfilme ist ein Musiker eingesetzt. Als R. G. Wille 1932 das Filmtheater übernimmt verkürzt er den Kinonamen unter Ausschluss des „Biograph“ ohne wesentliche Veränderung zu „WBT-Lichtspiele“. Der Musiker wird durch eine mechanische Musik-Anlage ersetzt und die Wiedergabe von Tonfilmen ermöglicht. Die Kinoinhaber wechseln: 1934: Erich Palm, 1937 Gerhard Kollat, der noch auf 226 Sitzplätze erweitert. Das Kinogebäude bleibt von Kriegsschäden soweit unbeeinflusst, dass der Kinobetrieb in den Nachkriegsjahren fortgesetzt wird. Das Kino gehört noch Gerhard Kollat, die Geschäfte führt Charlotte Richter, der Projektionsapparat ist ein Ernemann II, die Verstärker von Klangfilm. 1952 wird durch einen zweiten Projektor erweitert (Ernemann und Erko) und Verstärker sind nun von Eurodyn. Die Bespielung erhöht sich ebenfalls: 1950 je 2–3 Vorstellungen an den sieben Tagen der Woche, 1952 20 in der Woche, 1953 36 Vorstellungen. Im Nachtragband 1956 des Kino-Adressbuchs ist er Übergang auf das Bild- u. Tonsystem CinemaScope mit Lichtton notiert, ab 1957 steht eine Askania AP XII für das System CS 1 KL und das Größenverhältnis 1:2,35 zur Verfügung, für die Zuschauer stehen Hochpolstersessel vom Kamphöner zur Verfügung. Durch die Lage nur einen halben Kilometer von der Oberbaumbrücke – dem Übergang nach Ost-Berlin – sind die W.B.T.-Lichtspiele ein Grenzkino und es werden 42 Wochenvorstellungen bei täglichem Programm gegeben. 1959 existieren zwei neue Projektoren: Bauer B 5 und 11 bei der Übernahme des Kinos durch die Filmtheaterbetriebe Süd-Ost Krüger & Co. KG von Karl Heinz Krüger. Durch die Schließung der Berliner Grenze mit dem Mauerbau sinkt die Zuschauerzahl unter den finanziell notwendigen Wert: die W.B.T.-Lichtspiele schließen zum Jahr 1962. |
| Wiener Lichtspiele (Lage)                                             | Wiener Straße 34             | 1912–1960  | In der Wiener Straße 34 wurden seit 1912 kinematographische Vorführungen gegeben. Im Mehrparteienmietshaus des Kaufmanns Kunze befand sich 1912 unter den Nutzern die Gastwirtin Mobschütz, 1913 ist der Kinobesitzer E. Haselbach mit Lichtspielen eingetragen. Die Wiener Lichtspiele hatten eine Kapazität von 200 Sitzplätzen und wurden in der Gaststätte im Erdgeschoss des erhaltenen Altbaus eröffnet. In den Wiener Lichtspielen wurden täglich Vorstellungen gegeben, es gab eine mechanische Musikanlage zur Untermalung der Stummfilme. Die Betreiber des Kinos besaßen teilweise auch andere Kinos: 1917 Georg Grothe, 1918 Schwarz & Herz, 1920/1922 Emil Koberstein, 1924–1930 Walter Schoknecht, 1930/1931 Helena Schüßler, 1932 Helene Schüßler und Wilhelm Hoffmann. Schließlich übernahm 1933 Hugo Sampich, der die Tonfilmtechnik einführte, und betrieb das Kino ab 1937 mit Frau Helene Deider in der Kriegszeit und in dem Wohnhaus in der Nachkriegszeit weiter, zusammen mit den Oppelner Lichtspielen. Durch die Teilung Berlins wurden die Wiener Lichtspiele mit ihrer Lage 600 Meter über die Wiener Brücke von Treptow entfernt und am stillgelegten Görlitzer Bahnhof ab 1951 zum Grenzkino mit zahlreichen Ostberliner Besuchern. Anfang der 1950er Jahre wurden 28 Vorstellungen (einschließlich Matinee- und Spätvorstellung) in der Woche gespielt zum Ende wurde je Woche 21 Vorstellungen und 10 Matineen und Spätvorstellungen bespielt. Die Wiener Lichtspiele waren ein Genre-Kino, das mit Western, Abenteuerfilmen und Krimis das junge Publikum anlockte. In den fünfziger Jahren war das Haus ebenso wie die nahegelegene Filmbühne Naunynstraße ein Treffpunkt jugendlicher Halbstarker, die mitunter den Saal demolierten, so zum Beispiel beim Bill Haley-Film „Rock around the clock“. Die Technik wurde 1957 auf Breitwand-(CinemaScope-)System 1 KL erweitert. Mit den Projektionsapparat Hahn-Goerz auf ein Bildwandverhältnis 1:1,85 1959 nochmals mit einem Bauer-Apparat auf 1:2,35 erweitert. Die Bestuhlung mit 240 Plätzen war von Zimmermann. Das Kino schloss noch vor dem Mauerbau wegen mangelnder Besucherzahlen. Nach der Schließung wurden die Räume als Kneipe, und folgend werden sie als Club und Diskothek genutzt. Bilder vom Bronx und zur Außenansicht der ehemaligen Wiener Lichtspiele um 1975 und 1980 bestehen auf allekinos.com. |
| Wrangel-Lichtspiele (Lage)                                            | Wrangelstraße 9              | 1911–1921  | Angeblich seit 1905, aber nachweislich ab 1911 befand sich in der Wrangelstraße 9 neben dem Urania-Saal ein Kinotheater mit 220 Sitzplätzen. Als die Betreiber der täglich bespielten Wrangel-Lichtspiele sind bis 1914 die Kinobesitzer M.Brand & A. John genannt, gefolgt von M. Leuschner und ab 1920 Fanny Lewin. Die seit 1919 bestehenden „Mariannen-Lichtspiele“ im benachbarten Urania-Saal Haus Nummer 11 waren mit 500 Plätzen größer (mithin rentabler) und mondäner. 1921 mussten die Wrangel–Lichtspiele (wohl) wegen der Konkurrenz geschlossen werden. Das fünfgeschossige Altbau-Wohnhaus mit einer Hofeinfahrt steht noch. |
| Yorck (Lage)                                                          | Yorckstraße 86               | seit 1953  | 1953 wurde das Kinogebäude in der Yorckstraße 86 im denkmalgeschützten Gebäudeensemble „Riehmers Hofgarten“, eingebaut und als erstes Kino der „Yorck Kino GmbH“ eröffnet. Es ist der Namensgeber für die Kinogesellschaft. Das Kino mit einer Fassade in bossiertem Mauerwerk wird durch einen frei im Hofbereich stehenden Anbau mit verglastem Umgang erreicht. Das Yorck-Filmtheater mit 522 Plätzen wurde zunächst von Betzel & Natkin betrieben, bevor in den 1960er Jahren der Berliner Kinobesitzer Friedrich Wilhelm Foss eingestiegen ist. 1977 übernahmen Georg Kloster und Knut Steenwerth das bestehende Kiezkino als Stammhaus der YORCK Kino GmbH und renovierten es. Die Gruppe besitzt 13 Spielstätten verschiedenen Ortsteilen, darunter das Babylon in Kreuzberg. 1980–1982 wurde das Yorck renoviert und zum Zwei-Saal-Kino umgebaut. Bis zum Umbau wurden Projektoren des zum Supermarkt umgebauten Britzer Kinos Panorama eingesetzt. Ursprünglich waren die beiden Säle ein großer Saal. Eine Treppe führt zu den beiden Sälen im ersten Stock. 1997 werden erneut beide Säle renoviert und 2012 wurde die Digitaltechnik eingebaut. In den 1950er Jahren sind 21 Vorstellungen bei täglicher Vorführung angegeben. 1957 erfolgt die Umstellung auf Breitwand mit dem Bild- und Tonsystem CS 4 KM für ein Bildverhältnis 1:2,55 (auch 1:2,35), der Projektor ist ein Euro M (AEG) mit Klangfilm-Verstärker, die Bestuhlung sind Hochpolster-Sessel von Kamphöner. Die Spielfolge wird wöchentlich um eine Matinee- und eine Spätvorstellung ergänzt. Der Saal 1 (Yorck) bietet 228 Plätze, auf die Leinwand 3,6 m × 8,6 m kann digital und 35-mm (analog) projiziert werden in Dolby Digital 5.1. Unter dem Namen New Yorck besitzt der andere Saal 95 Plätze mit der gleichen Technik und einer Bildwand von 3,1 m × 5,3 m. Neben Arthousefilmen und unabhängigen US-Produktionen läuft jeden Vormittag das größte Kita- und Schulfilmprogramm Berlins. Bilder zum Kino insbesondere aus dem Inneren sind auf der Kinowebseite und getrennt nach außen, Foyer, Säle auf Kinokompendium.de erreichbar. |